# فهرست کوه‌های استان اصفهان (۱)
فهرست کوه‌های استان اصفهان (۱)، فهرستی دارای نام‌ها و مختصات کوه‌های شهرستان‌های گلپایگان، خوانسار، بوئین و میاندشت، فریدن، فریدون‌شهر، نجف‌آباد، تیران و کرون و چادگان استان اصفهان ایران است، که از پایگاه ملی نام‌های جغرافیایی ایران در خرداد ۱۳۹۷ دریافت شده‌اند.
| نام                     | مختصات                                                    | ارتفاع | منبع |
| ----------------------- | --------------------------------------------------------- | ------ | ---- |
| آذرآباد                 | ۳۳°۳۶′۳۱″شمالی ۵۰°۳۲′۰۴″شرقی / ۳۳٫۶۰۸۵°شمالی ۵۰٫۵۳۴۵°شرقی |        | ۱    |
| آسیاآباد                | ۳۳°۳۷′۵۸″شمالی ۵۰°۲۷′۳۰″شرقی / ۳۳٫۶۳۲۷°شمالی ۵۰٫۴۵۸۳°شرقی |        | ۲    |
| اشکنه                   | ۳۳°۲۵′۵۱″شمالی ۵۰°۱۱′۳۷″شرقی / ۳۳٫۴۳۰۸°شمالی ۵۰٫۱۹۳۶°شرقی |        | ۳    |
| اشکی                    | ۳۳°۲۱′۰۲″شمالی ۵۰°۲۷′۱۳″شرقی / ۳۳٫۳۵۰۵°شمالی ۵۰٫۴۵۳۷°شرقی |        | ۴    |
| اشگفت                   | ۳۳°۱۶′۰۶″شمالی ۵۰°۴۲′۵۹″شرقی / ۳۳٫۲۶۸۳°شمالی ۵۰٫۷۱۶۴°شرقی |        | ۵    |
| الوند                   | ۳۳°۳۲′۰۷″شمالی ۵۰°۱۲′۴۹″شرقی / ۳۳٫۵۳۵۳°شمالی ۵۰٫۲۱۳۶°شرقی |        | ۶    |
| الوند                   | ۳۳°۳۰′۳۶″شمالی ۵۰°۱۵′۱۰″شرقی / ۳۳٫۵۱۰۱°شمالی ۵۰٫۲۵۲۸°شرقی |        | ۷    |
| برآفتاب                 | ۳۳°۳۴′۴۷″شمالی ۵۰°۱۵′۵۳″شرقی / ۳۳٫۵۷۹۸°شمالی ۵۰٫۲۶۴۶°شرقی |        | ۸    |
| برآفتاب                 | ۳۳°۲۵′۱۷″شمالی ۵۰°۰۲′۲۳″شرقی / ۳۳٫۴۲۱۴°شمالی ۵۰٫۰۳۹۶°شرقی |        | ۹    |
| بلیتون                  | ۳۳°۲۷′۱۵″شمالی ۵۰°۰۱′۱۱″شرقی / ۳۳٫۴۵۴۱°شمالی ۵۰٫۰۱۹۸°شرقی |        | ۱۰   |
| تخت رستم                | ۳۳°۳۰′۵۳″شمالی ۵۰°۱۶′۴۷″شرقی / ۳۳٫۵۱۴۶°شمالی ۵۰٫۲۷۹۶°شرقی |        | ۱۱   |
| تل کوه                  | ۳۳°۱۶′۱۱″شمالی ۵۰°۳۷′۱۰″شرقی / ۳۳٫۲۶۹۷°شمالی ۵۰٫۶۱۹۴°شرقی |        | ۱۲   |
| تل کوه                  | ۳۳°۱۶′۳۱″شمالی ۵۰°۳۵′۱۰″شرقی / ۳۳٫۲۷۵۳°شمالی ۵۰٫۵۸۶۰°شرقی |        | ۱۳   |
| تلخستان                 | ۳۳°۱۸′۰۸″شمالی ۵۰°۴۳′۳۰″شرقی / ۳۳٫۳۰۲۱°شمالی ۵۰٫۷۲۴۹°شرقی |        | ۱۴   |
| تلخستان                 | ۳۳°۱۹′۰۱″شمالی ۵۰°۴۲′۵۳″شرقی / ۳۳٫۳۱۶۹°شمالی ۵۰٫۷۱۴۷°شرقی |        | ۱۵   |
| تلخستان                 | ۳۳°۱۹′۳۳″شمالی ۵۰°۴۴′۱۹″شرقی / ۳۳٫۳۲۵۷°شمالی ۵۰٫۷۳۸۶°شرقی |        | ۱۶   |
| تووه                    | ۳۳°۳۷′۰۲″شمالی ۵۰°۲۲′۱۳″شرقی / ۳۳٫۶۱۷۱°شمالی ۵۰٫۳۷۰۴°شرقی |        | ۱۷   |
| تیر                     | ۳۳°۲۰′۰۴″شمالی ۵۰°۲۱′۳۹″شرقی / ۳۳٫۳۳۴۴°شمالی ۵۰٫۳۶۰۷°شرقی |        | ۱۸   |
| چال هنده                | ۳۳°۲۲′۳۵″شمالی ۴۹°۵۹′۱۳″شرقی / ۳۳٫۳۷۶۴°شمالی ۴۹٫۹۸۷۰°شرقی |        | ۱۹   |
| چال هنده                | ۳۳°۲۲′۳۸″شمالی ۵۰°۰۰′۱۸″شرقی / ۳۳٫۳۷۷۲°شمالی ۵۰٫۰۰۵۰°شرقی |        | ۲۰   |
| چقا                     | ۳۳°۳۴′۰۰″شمالی ۵۰°۳۲′۲۶″شرقی / ۳۳٫۵۶۶۸°شمالی ۵۰٫۵۴۰۶°شرقی |        | ۲۱   |
| حاج قرا                 | ۳۳°۳۷′۱۹″شمالی ۵۰°۳۱′۱۳″شرقی / ۳۳٫۶۲۱۹°شمالی ۵۰٫۵۲۰۴°شرقی |        | ۲۲   |
| حاجی ابراهیم            | ۳۳°۲۲′۳۵″شمالی ۵۰°۱۷′۳۴″شرقی / ۳۳٫۳۷۶۳°شمالی ۵۰٫۲۹۲۷°شرقی |        | ۲۳   |
| حاجی ابراهیم            | ۳۳°۲۲′۲۲″شمالی ۵۰°۱۷′۴۶″شرقی / ۳۳٫۳۷۲۹°شمالی ۵۰٫۲۹۶۰°شرقی |        | ۲۴   |
| حاجی قارا               | ۳۳°۳۶′۳۹″شمالی ۵۰°۲۰′۰۲″شرقی / ۳۳٫۶۱۰۹°شمالی ۵۰٫۳۳۳۹°شرقی |        | ۲۵   |
| حاجیله                  | ۳۳°۲۹′۱۴″شمالی ۵۰°۰۳′۲۱″شرقی / ۳۳٫۴۸۷۲°شمالی ۵۰٫۰۵۵۷°شرقی |        | ۲۶   |
| خان قلی                 | ۳۳°۲۰′۳۳″شمالی ۵۰°۳۷′۴۰″شرقی / ۳۳٫۳۴۲۴°شمالی ۵۰٫۶۲۷۸°شرقی |        | ۲۷   |
| خان قلی                 | ۳۳°۲۰′۵۹″شمالی ۵۰°۳۶′۵۳″شرقی / ۳۳٫۳۴۹۸°شمالی ۵۰٫۶۱۴۷°شرقی |        | ۲۸   |
| خان قلی                 | ۳۳°۲۰′۴۳″شمالی ۵۰°۳۷′۱۵″شرقی / ۳۳٫۳۴۵۳°شمالی ۵۰٫۶۲۰۷°شرقی |        | ۲۹   |
| داراق                   | ۳۳°۲۶′۲۶″شمالی ۵۰°۳۰′۴۸″شرقی / ۳۳٫۴۴۰۵°شمالی ۵۰٫۵۱۳۲°شرقی |        | ۳۰   |
| داراق                   | ۳۳°۲۶′۲۴″شمالی ۵۰°۳۱′۲۸″شرقی / ۳۳٫۴۴۰۰°شمالی ۵۰٫۵۲۴۴°شرقی |        | ۳۱   |
| دره سیب                 | ۳۳°۲۷′۴۳″شمالی ۵۰°۰۸′۱۷″شرقی / ۳۳٫۴۶۱۹°شمالی ۵۰٫۱۳۸۰°شرقی |        | ۳۲   |
| دره سیب                 | ۳۳°۲۹′۱۱″شمالی ۵۰°۰۵′۵۴″شرقی / ۳۳٫۴۸۶۳°شمالی ۵۰٫۰۹۸۳°شرقی |        | ۳۳   |
| دستک خرتیزنه            | ۳۳°۲۵′۴۰″شمالی ۵۰°۳۲′۱۰″شرقی / ۳۳٫۴۲۷۷°شمالی ۵۰٫۵۳۶۲°شرقی |        | ۳۴   |
| دم کوربا                | ۳۳°۳۴′۰۶″شمالی ۵۰°۳۱′۵۴″شرقی / ۳۳٫۵۶۸۲°شمالی ۵۰٫۵۳۱۸°شرقی |        | ۳۵   |
| دمب زرد                 | ۳۳°۳۲′۳۶″شمالی ۵۰°۳۶′۲۲″شرقی / ۳۳٫۵۴۳۴°شمالی ۵۰٫۶۰۶۱°شرقی |        | ۳۶   |
| دوسارون                 | ۳۳°۳۸′۰۲″شمالی ۵۰°۳۴′۵۶″شرقی / ۳۳٫۶۳۳۸°شمالی ۵۰٫۵۸۲۲°شرقی |        | ۳۷   |
| دوشاخ محراب             | ۳۳°۲۴′۰۳″شمالی ۵۰°۱۵′۰۳″شرقی / ۳۳٫۴۰۰۸°شمالی ۵۰٫۲۵۰۸°شرقی |        | ۳۸   |
| دوگوش                   | ۳۳°۱۵′۱۸″شمالی ۵۰°۴۰′۰۵″شرقی / ۳۳٫۲۵۴۹°شمالی ۵۰٫۶۶۸۱°شرقی |        | ۳۹   |
| دیگاه                   | ۳۳°۲۰′۵۹″شمالی ۵۰°۲۰′۵۷″شرقی / ۳۳٫۳۴۹۷°شمالی ۵۰٫۳۴۹۲°شرقی |        | ۴۰   |
| زرچه                    | ۳۳°۲۲′۳۴″شمالی ۴۹°۵۸′۲۴″شرقی / ۳۳٫۳۷۶۰°شمالی ۴۹٫۹۷۳۳°شرقی |        | ۴۱   |
| زردبلند                 | ۳۳°۲۷′۰۳″شمالی ۵۰°۳۳′۰۰″شرقی / ۳۳٫۴۵۰۹°شمالی ۵۰٫۵۴۹۹°شرقی |        | ۴۲   |
| سبزاندون                | ۳۳°۱۷′۳۱″شمالی ۵۰°۴۳′۱۲″شرقی / ۳۳٫۲۹۱۹°شمالی ۵۰٫۷۱۹۹°شرقی |        | ۴۳   |
| سر                      | ۳۳°۲۹′۲۲″شمالی ۵۰°۳۰′۲۲″شرقی / ۳۳٫۴۸۹۴°شمالی ۵۰٫۵۰۶۰°شرقی |        | ۴۴   |
| سرخ                     | ۳۳°۳۳′۴۷″شمالی ۵۰°۳۳′۴۳″شرقی / ۳۳٫۵۶۳۱°شمالی ۵۰٫۵۶۱۹°شرقی |        | ۴۵   |
| سرخ دریاچه              | ۳۳°۳۳′۱۹″شمالی ۵۰°۳۱′۵۴″شرقی / ۳۳٫۵۵۵۳°شمالی ۵۰٫۵۳۱۸°شرقی |        | ۴۶   |
| سنجدک                   | ۳۳°۲۴′۱۸″شمالی ۵۰°۰۸′۰۰″شرقی / ۳۳٫۴۰۵۰°شمالی ۵۰٫۱۳۳۴°شرقی |        | ۴۷   |
| شاه نشین                | ۳۳°۲۸′۲۶″شمالی ۴۹°۵۸′۴۲″شرقی / ۳۳٫۴۷۴۰°شمالی ۴۹٫۹۷۸۳°شرقی |        | ۴۸   |
| شیردونه                 | ۳۳°۳۰′۴۴″شمالی ۵۰°۰۹′۴۶″شرقی / ۳۳٫۵۱۲۱°شمالی ۵۰٫۱۶۲۸°شرقی |        | ۴۹   |
| صالح پیغمبر             | ۳۳°۲۵′۴۸″شمالی ۵۰°۳۳′۵۶″شرقی / ۳۳٫۴۳۰۰°شمالی ۵۰٫۵۶۵۶°شرقی |        | ۵۰   |
| غارغاری                 | ۳۳°۱۷′۴۷″شمالی ۵۰°۳۳′۰۳″شرقی / ۳۳٫۲۹۶۳°شمالی ۵۰٫۵۵۰۸°شرقی |        | ۵۱   |
| غارغاری                 | ۳۳°۱۸′۱۴″شمالی ۵۰°۳۱′۵۸″شرقی / ۳۳٫۳۰۴۰°شمالی ۵۰٫۵۳۲۹°شرقی |        | ۵۲   |
| قلاغ سیاه               | ۳۳°۲۸′۳۱″شمالی ۵۰°۳۱′۳۳″شرقی / ۳۳٫۴۷۵۴°شمالی ۵۰٫۵۲۵۷°شرقی |        | ۵۳   |
| کریابو                  | ۳۳°۲۳′۵۴″شمالی ۵۰°۱۷′۲۲″شرقی / ۳۳٫۳۹۸۳°شمالی ۵۰٫۲۸۹۴°شرقی |        | ۵۴   |
| کفترعلی                 | ۳۳°۲۸′۱۹″شمالی ۵۰°۲۹′۴۸″شرقی / ۳۳٫۴۷۲۰°شمالی ۵۰٫۴۹۶۸°شرقی |        | ۵۵   |
| کفترعلی                 | ۳۳°۲۸′۰۸″شمالی ۵۰°۳۰′۴۱″شرقی / ۳۳٫۴۶۸۹°شمالی ۵۰٫۵۱۱۴°شرقی |        | ۵۶   |
| کلاه سیر                | ۳۳°۳۴′۰۵″شمالی ۵۰°۳۴′۰۴″شرقی / ۳۳٫۵۶۸۱°شمالی ۵۰٫۵۶۷۷°شرقی |        | ۵۷   |
| کلمبه ایش قربان         | ۳۳°۱۸′۳۹″شمالی ۵۰°۳۱′۱۶″شرقی / ۳۳٫۳۱۰۷°شمالی ۵۰٫۵۲۱۰°شرقی |        | ۵۸   |
| کلمبه دردهنه            | ۳۳°۲۲′۴۴″شمالی ۵۰°۳۶′۳۵″شرقی / ۳۳٫۳۷۸۸°شمالی ۵۰٫۶۰۹۸°شرقی |        | ۵۹   |
| کلمبه دروانشونی         | ۳۳°۲۲′۳۳″شمالی ۵۰°۳۸′۲۲″شرقی / ۳۳٫۳۷۵۷°شمالی ۵۰٫۶۳۹۵°شرقی |        | ۶۰   |
| کلمبه کندنادر           | ۳۳°۲۴′۴۲″شمالی ۵۰°۳۳′۳۳″شرقی / ۳۳٫۴۱۱۶°شمالی ۵۰٫۵۵۹۱°شرقی |        | ۶۱   |
| کلمبه کندنادر           | ۳۳°۲۴′۵۷″شمالی ۵۰°۳۴′۲۴″شرقی / ۳۳٫۴۱۵۸°شمالی ۵۰٫۵۷۳۳°شرقی |        | ۶۲   |
| کلنگ کره                | ۳۳°۳۰′۱۷″شمالی ۵۰°۱۱′۴۸″شرقی / ۳۳٫۵۰۴۶°شمالی ۵۰٫۱۹۶۶°شرقی |        | ۶۳   |
| کله قندی                | ۳۳°۳۰′۱۳″شمالی ۵۰°۰۴′۳۹″شرقی / ۳۳٫۵۰۳۷°شمالی ۵۰٫۰۷۷۶°شرقی |        | ۶۴   |
| گدارپارچینه             | ۳۳°۲۷′۵۹″شمالی ۵۰°۱۰′۱۷″شرقی / ۳۳٫۴۶۶۵°شمالی ۵۰٫۱۷۱۳°شرقی |        | ۶۵   |
| گدارساق بند             | ۳۳°۲۱′۲۸″شمالی ۵۰°۴۰′۴۲″شرقی / ۳۳٫۳۵۷۸°شمالی ۵۰٫۶۷۸۲°شرقی |        | ۶۶   |
| گداروزمستان             | ۳۳°۲۱′۲۴″شمالی ۵۰°۳۸′۴۵″شرقی / ۳۳٫۳۵۶۶°شمالی ۵۰٫۶۴۵۸°شرقی |        | ۶۷   |
| گرگ                     | ۳۳°۳۲′۵۹″شمالی ۵۰°۳۳′۴۸″شرقی / ۳۳٫۵۴۹۸°شمالی ۵۰٫۵۶۳۲°شرقی |        | ۶۸   |
| گلدره                   | ۳۳°۲۲′۰۰″شمالی ۵۰°۰۲′۲۰″شرقی / ۳۳٫۳۶۶۶°شمالی ۵۰٫۰۳۸۸°شرقی |        | ۶۹   |
| لوم بین                 | ۳۳°۲۱′۳۹″شمالی ۵۰°۱۹′۰۸″شرقی / ۳۳٫۳۶۰۹°شمالی ۵۰٫۳۱۸۸°شرقی |        | ۷۰   |
| محل لر                  | ۳۳°۲۴′۴۸″شمالی ۵۰°۱۶′۰۱″شرقی / ۳۳٫۴۱۳۴°شمالی ۵۰٫۲۶۷۰°شرقی |        | ۷۱   |
| محمدحیدر                | ۳۳°۲۰′۵۶″شمالی ۵۰°۲۰′۳۸″شرقی / ۳۳٫۳۴۸۹°شمالی ۵۰٫۳۴۳۸°شرقی |        | ۷۲   |
| ملکی                    | ۳۳°۱۷′۳۸″شمالی ۵۰°۴۱′۰۹″شرقی / ۳۳٫۲۹۳۸°شمالی ۵۰٫۶۸۵۹°شرقی |        | ۷۳   |
| منقوه                   | ۳۳°۲۳′۰۷″شمالی ۵۰°۱۶′۳۶″شرقی / ۳۳٫۳۸۵۴°شمالی ۵۰٫۲۷۶۸°شرقی |        | ۷۴   |
| موربلندسنجدک            | ۳۳°۲۳′۳۸″شمالی ۵۰°۲۴′۲۴″شرقی / ۳۳٫۳۹۴۰°شمالی ۵۰٫۴۰۶۸°شرقی |        | ۷۵   |
| مورسیاه                 | ۳۳°۳۰′۲۰″شمالی ۵۰°۳۴′۳۱″شرقی / ۳۳٫۵۰۵۵°شمالی ۵۰٫۵۷۵۳°شرقی |        | ۷۶   |
| مورمحمدخان              | ۳۳°۲۲′۳۳″شمالی ۵۰°۲۵′۳۴″شرقی / ۳۳٫۳۷۵۷°شمالی ۵۰٫۴۲۶۲°شرقی |        | ۷۷   |
| مورمحمدخان              | ۳۳°۲۲′۱۶″شمالی ۵۰°۲۵′۰۶″شرقی / ۳۳٫۳۷۱۱°شمالی ۵۰٫۴۱۸۲°شرقی |        | ۷۸   |
| میان                    | ۳۳°۲۵′۱۳″شمالی ۵۰°۱۲′۵۸″شرقی / ۳۳٫۴۲۰۲°شمالی ۵۰٫۲۱۶۲°شرقی |        | ۷۹   |
| ناقه                    | ۳۳°۲۶′۳۴″شمالی ۵۰°۳۵′۵۳″شرقی / ۳۳٫۴۴۲۷°شمالی ۵۰٫۵۹۸۰°شرقی |        | ۸۰   |
| نرپیاز                  | ۳۳°۲۶′۵۵″شمالی ۵۰°۳۴′۵۲″شرقی / ۳۳٫۴۴۸۶°شمالی ۵۰٫۵۸۱۱°شرقی |        | ۸۱   |
| نسار                    | ۳۳°۲۴′۴۸″شمالی ۵۰°۰۰′۱۹″شرقی / ۳۳٫۴۱۳۲°شمالی ۵۰٫۰۰۵۳°شرقی |        | ۸۲   |
| نسارچاق واغ             | ۳۳°۱۹′۲۲″شمالی ۵۰°۳۹′۱۹″شرقی / ۳۳٫۳۲۲۷°شمالی ۵۰٫۶۵۵۳°شرقی |        | ۸۳   |
| نسارچاق واغ             | ۳۳°۱۹′۰۲″شمالی ۵۰°۴۰′۴۵″شرقی / ۳۳٫۳۱۷۳°شمالی ۵۰٫۶۷۹۲°شرقی |        | ۸۴   |
| نوخله                   | ۳۳°۲۹′۲۵″شمالی ۵۰°۰۸′۰۶″شرقی / ۳۳٫۴۹۰۲°شمالی ۵۰٫۱۳۴۹°شرقی |        | ۸۵   |
| نوخله                   | ۳۳°۲۹′۱۱″شمالی ۵۰°۰۷′۴۰″شرقی / ۳۳٫۴۸۶۴°شمالی ۵۰٫۱۲۷۷°شرقی |        | ۸۶   |
| نوخله                   | ۳۳°۲۹′۰۵″شمالی ۵۰°۰۷′۱۷″شرقی / ۳۳٫۴۸۴۷°شمالی ۵۰٫۱۲۱۴°شرقی |        | ۸۷   |
| هشتادسر                 | ۳۳°۲۴′۵۹″شمالی ۵۰°۳۵′۳۴″شرقی / ۳۳٫۴۱۶۳°شمالی ۵۰٫۵۹۲۷°شرقی |        | ۸۸   |
| هشتادسر                 | ۳۳°۲۱′۴۵″شمالی ۵۰°۳۸′۰۰″شرقی / ۳۳٫۳۶۲۵°شمالی ۵۰٫۶۳۳۴°شرقی |        | ۸۹   |
| ویلو                    | ۳۳°۲۳′۰۵″شمالی ۴۹°۵۷′۱۴″شرقی / ۳۳٫۳۸۴۶°شمالی ۴۹٫۹۵۴۰°شرقی |        | ۹۰   |
| احمدرضا                 | ۳۳°۱۵′۵۸″شمالی ۵۰°۲۳′۵۹″شرقی / ۳۳٫۲۶۶۰°شمالی ۵۰٫۳۹۹۸°شرقی |        | ۹۱   |
| ارگنه بیدعرب            | ۳۳°۱۱′۳۹″شمالی ۵۰°۳۱′۲۶″شرقی / ۳۳٫۱۹۴۲°شمالی ۵۰٫۵۲۴۰°شرقی |        | ۹۲   |
| اشگفت                   | ۳۳°۱۳′۴۹″شمالی ۵۰°۲۴′۵۱″شرقی / ۳۳٫۲۳۰۳°شمالی ۵۰٫۴۱۴۱°شرقی |        | ۹۳   |
| انیچ                    | ۳۳°۱۳′۴۲″شمالی ۵۰°۱۶′۳۸″شرقی / ۳۳٫۲۲۸۳°شمالی ۵۰٫۲۷۷۲°شرقی |        | ۹۴   |
| اینج                    | ۳۳°۱۴′۳۷″شمالی ۵۰°۱۵′۴۰″شرقی / ۳۳٫۲۴۳۵°شمالی ۵۰٫۲۶۱۱°شرقی |        | ۹۵   |
| بلندآب                  | ۳۳°۰۷′۵۴″شمالی ۵۰°۲۸′۴۲″شرقی / ۳۳٫۱۳۱۷°شمالی ۵۰٫۴۷۸۲°شرقی |        | ۹۶   |
| بلندی قرنو              | ۳۳°۱۳′۰۲″شمالی ۵۰°۲۱′۱۹″شرقی / ۳۳٫۲۱۷۳°شمالی ۵۰٫۳۵۵۲°شرقی |        | ۹۷   |
| تجره                    | ۳۳°۱۲′۳۵″شمالی ۵۰°۲۸′۰۲″شرقی / ۳۳٫۲۰۹۶°شمالی ۵۰٫۴۶۷۳°شرقی |        | ۹۸   |
| تخت غارحسین             | ۳۳°۲۴′۲۹″شمالی ۵۰°۱۶′۳۹″شرقی / ۳۳٫۴۰۸۱°شمالی ۵۰٫۲۷۷۵°شرقی |        | ۹۹   |
| تختی روند               | ۳۳°۱۳′۳۸″شمالی ۵۰°۲۶′۰۱″شرقی / ۳۳٫۲۲۷۲°شمالی ۵۰٫۴۳۳۷°شرقی |        | ۱۰۰  |
| تل کوه                  | ۳۳°۱۴′۳۵″شمالی ۵۰°۳۴′۴۶″شرقی / ۳۳٫۲۴۳۰°شمالی ۵۰٫۵۷۹۴°شرقی |        | ۱۰۱  |
| تیر                     | ۳۳°۱۸′۵۶″شمالی ۵۰°۲۱′۱۰″شرقی / ۳۳٫۳۱۵۵°شمالی ۵۰٫۳۵۲۷°شرقی |        | ۱۰۲  |
| چغاگدار                 | ۳۳°۰۸′۴۶″شمالی ۵۰°۳۷′۰۵″شرقی / ۳۳٫۱۴۶۲°شمالی ۵۰٫۶۱۸۰°شرقی |        | ۱۰۳  |
| چهاراسل                 | ۳۳°۱۳′۱۲″شمالی ۵۰°۲۲′۱۶″شرقی / ۳۳٫۲۲۰۰°شمالی ۵۰٫۳۷۱۰°شرقی |        | ۱۰۴  |
| خدادادقشلاق             | ۳۳°۱۲′۲۹″شمالی ۵۰°۲۶′۰۳″شرقی / ۳۳٫۲۰۸۱°شمالی ۵۰٫۴۳۴۱°شرقی |        | ۱۰۵  |
| خوانسار                 | ۳۳°۱۲′۲۵″شمالی ۵۰°۱۷′۳۲″شرقی / ۳۳٫۲۰۷۰°شمالی ۵۰٫۲۹۲۲°شرقی |        | ۱۰۶  |
| دره بید                 | ۳۳°۰۹′۱۰″شمالی ۵۰°۲۱′۵۲″شرقی / ۳۳٫۱۵۲۸°شمالی ۵۰٫۳۶۴۵°شرقی |        | ۱۰۷  |
| دره چال                 | ۳۳°۱۱′۱۳″شمالی ۵۰°۲۳′۲۱″شرقی / ۳۳٫۱۸۶۹°شمالی ۵۰٫۳۸۹۳°شرقی |        | ۱۰۸  |
| دم سنجد                 | ۳۳°۱۴′۳۱″شمالی ۵۰°۲۴′۴۲″شرقی / ۳۳٫۲۴۲۰°شمالی ۵۰٫۴۱۱۷°شرقی |        | ۱۰۹  |
| دم سنجد                 | ۳۳°۱۵′۰۶″شمالی ۵۰°۲۴′۳۶″شرقی / ۳۳٫۲۵۱۷°شمالی ۵۰٫۴۱۰۰°شرقی |        | ۱۱۰  |
| دوداشی                  | ۳۳°۱۳′۰۰″شمالی ۵۰°۲۳′۲۸″شرقی / ۳۳٫۲۱۶۷°شمالی ۵۰٫۳۹۱۲°شرقی |        | ۱۱۱  |
| دوروقو                  | ۳۳°۱۳′۲۷″شمالی ۵۰°۲۷′۳۶″شرقی / ۳۳٫۲۲۴۳°شمالی ۵۰٫۴۵۹۹°شرقی |        | ۱۱۲  |
| دوشاخ محراب             | ۳۳°۲۴′۲۴″شمالی ۵۰°۱۴′۲۸″شرقی / ۳۳٫۴۰۶۶°شمالی ۵۰٫۲۴۱۱°شرقی |        | ۱۱۳  |
| زردچاه خلیل             | ۳۳°۰۹′۲۶″شمالی ۵۰°۳۰′۵۳″شرقی / ۳۳٫۱۵۷۲°شمالی ۵۰٫۵۱۴۸°شرقی |        | ۱۱۴  |
| زردشیرچغا               | ۳۳°۱۴′۴۶″شمالی ۵۰°۲۲′۴۸″شرقی / ۳۳٫۲۴۶۱°شمالی ۵۰٫۳۸۰۰°شرقی |        | ۱۱۵  |
| زردلایجند               | ۳۳°۱۳′۵۴″شمالی ۵۰°۲۳′۰۸″شرقی / ۳۳٫۲۳۱۷°شمالی ۵۰٫۳۸۵۵°شرقی |        | ۱۱۶  |
| زردلایجند               | ۳۳°۱۲′۳۸″شمالی ۵۰°۲۴′۵۰″شرقی / ۳۳٫۲۱۰۵°شمالی ۵۰٫۴۱۴۰°شرقی |        | ۱۱۷  |
| ساری                    | ۳۳°۱۱′۲۳″شمالی ۵۰°۲۱′۴۶″شرقی / ۳۳٫۱۸۹۶°شمالی ۵۰٫۳۶۲۸°شرقی |        | ۱۱۸  |
| سبزدهنه                 | ۳۳°۱۶′۵۹″شمالی ۵۰°۲۴′۴۸″شرقی / ۳۳٫۲۸۳۰°شمالی ۵۰٫۴۱۳۴°شرقی |        | ۱۱۹  |
| سه درا                  | ۳۳°۱۵′۰۴″شمالی ۵۰°۱۴′۲۶″شرقی / ۳۳٫۲۵۱۲°شمالی ۵۰٫۲۴۰۶°شرقی |        | ۱۲۰  |
| سیاه بزرگ               | ۳۳°۱۷′۳۹″شمالی ۵۰°۲۴′۲۸″شرقی / ۳۳٫۲۹۴۲°شمالی ۵۰٫۴۰۷۸°شرقی |        | ۱۲۱  |
| سیاه کوچک               | ۳۳°۱۸′۱۰″شمالی ۵۰°۲۴′۳۳″شرقی / ۳۳٫۳۰۲۸°شمالی ۵۰٫۴۰۹۳°شرقی |        | ۱۲۲  |
| علی بگی                 | ۳۳°۱۴′۱۲″شمالی ۵۰°۲۴′۲۰″شرقی / ۳۳٫۲۳۶۸°شمالی ۵۰٫۴۰۵۶°شرقی |        | ۱۲۳  |
| عمر                     | ۳۳°۱۲′۰۶″شمالی ۵۰°۲۷′۵۷″شرقی / ۳۳٫۲۰۱۷°شمالی ۵۰٫۴۶۵۸°شرقی |        | ۱۲۴  |
| غوش یاسه                | ۳۳°۱۳′۰۰″شمالی ۵۰°۲۵′۳۵″شرقی / ۳۳٫۲۱۶۷°شمالی ۵۰٫۴۲۶۳°شرقی |        | ۱۲۵  |
| فلنگ                    | ۳۳°۱۸′۵۳″شمالی ۵۰°۲۶′۴۹″شرقی / ۳۳٫۳۱۴۶°شمالی ۵۰٫۴۴۷۰°شرقی |        | ۱۲۶  |
| قاردنگه                 | ۳۳°۱۲′۰۰″شمالی ۵۰°۲۳′۵۶″شرقی / ۳۳٫۲۰۰۱°شمالی ۵۰٫۳۹۸۸°شرقی |        | ۱۲۷  |
| قرنو                    | ۳۳°۰۹′۱۰″شمالی ۵۰°۲۹′۲۹″شرقی / ۳۳٫۱۵۲۹°شمالی ۵۰٫۴۹۱۵°شرقی |        | ۱۲۸  |
| قرنودهنه                | ۳۳°۱۶′۳۴″شمالی ۵۰°۲۴′۳۸″شرقی / ۳۳٫۲۷۶۰°شمالی ۵۰٫۴۱۰۵°شرقی |        | ۱۲۹  |
| قلعه جمال               | ۳۳°۲۳′۳۶″شمالی ۵۰°۱۵′۳۹″شرقی / ۳۳٫۳۹۳۲°شمالی ۵۰٫۲۶۰۹°شرقی |        | ۱۳۰  |
| قوزا                    | ۳۳°۰۹′۴۱″شمالی ۵۰°۲۳′۰۶″شرقی / ۳۳٫۱۶۱۳°شمالی ۵۰٫۳۸۵۱°شرقی |        | ۱۳۱  |
| کاسان                   | ۳۳°۰۸′۱۱″شمالی ۵۰°۲۳′۴۹″شرقی / ۳۳٫۱۳۶۳°شمالی ۵۰٫۳۹۷۰°شرقی |        | ۱۳۲  |
| کردمیر                  | ۳۳°۱۶′۰۷″شمالی ۵۰°۲۵′۵۴″شرقی / ۳۳٫۲۶۸۵°شمالی ۵۰٫۴۳۱۶°شرقی |        | ۱۳۳  |
| کرگزی                   | ۳۳°۱۷′۲۱″شمالی ۵۰°۲۳′۱۱″شرقی / ۳۳٫۲۸۹۱°شمالی ۵۰٫۳۸۶۳°شرقی |        | ۱۳۴  |
| کرگزی                   | ۳۳°۱۷′۵۵″شمالی ۵۰°۲۲′۱۳″شرقی / ۳۳٫۲۹۸۶°شمالی ۵۰٫۳۷۰۴°شرقی |        | ۱۳۵  |
| کلمبه سیاه              | ۳۳°۱۷′۰۶″شمالی ۵۰°۲۲′۴۲″شرقی / ۳۳٫۲۸۴۹°شمالی ۵۰٫۳۷۸۴°شرقی |        | ۱۳۶  |
| کلمبه موربلند           | ۳۳°۱۸′۵۳″شمالی ۵۰°۳۰′۱۴″شرقی / ۳۳٫۳۱۴۸°شمالی ۵۰٫۵۰۳۹°شرقی |        | ۱۳۷  |
| کلنگ گل دره             | ۳۳°۱۳′۵۵″شمالی ۵۰°۲۷′۱۲″شرقی / ۳۳٫۲۳۱۹°شمالی ۵۰٫۴۵۳۲°شرقی |        | ۱۳۸  |
| کلنگ گل دره             | ۳۳°۱۴′۲۹″شمالی ۵۰°۲۶′۴۴″شرقی / ۳۳٫۲۴۱۵°شمالی ۵۰٫۴۴۵۶°شرقی |        | ۱۳۹  |
| کمایی                   | ۳۳°۱۵′۲۱″شمالی ۵۰°۳۵′۰۹″شرقی / ۳۳٫۲۵۵۸°شمالی ۵۰٫۵۸۵۸°شرقی |        | ۱۴۰  |
| کندنیگا                 | ۳۳°۱۵′۲۷″شمالی ۵۰°۱۳′۵۵″شرقی / ۳۳٫۲۵۷۶°شمالی ۵۰٫۲۳۲۰°شرقی |        | ۱۴۱  |
| گداراگولی               | ۳۳°۱۶′۳۵″شمالی ۵۰°۳۰′۲۲″شرقی / ۳۳٫۲۷۶۵°شمالی ۵۰٫۵۰۶۱°شرقی |        | ۱۴۲  |
| گدارتل زرد              | ۳۳°۱۵′۴۲″شمالی ۵۰°۳۱′۴۰″شرقی / ۳۳٫۲۶۱۷°شمالی ۵۰٫۵۲۷۷°شرقی |        | ۱۴۳  |
| گدارتل کوه              | ۳۳°۱۵′۵۳″شمالی ۵۰°۳۵′۰۲″شرقی / ۳۳٫۲۶۴۸°شمالی ۵۰٫۵۸۴۰°شرقی |        | ۱۴۴  |
| گرویه                   | ۳۳°۲۰′۲۷″شمالی ۵۰°۱۹′۵۰″شرقی / ۳۳٫۳۴۰۷°شمالی ۵۰٫۳۳۰۵°شرقی |        | ۱۴۵  |
| گونو                    | ۳۳°۱۱′۳۲″شمالی ۵۰°۲۷′۰۷″شرقی / ۳۳٫۱۹۲۳°شمالی ۵۰٫۴۵۲۰°شرقی |        | ۱۴۶  |
| گونو                    | ۳۳°۱۰′۴۸″شمالی ۵۰°۲۶′۱۹″شرقی / ۳۳٫۱۸۰۰°شمالی ۵۰٫۴۳۸۷°شرقی |        | ۱۴۷  |
| لوک ساقبند              | ۳۳°۰۷′۲۵″شمالی ۵۰°۳۴′۳۱″شرقی / ۳۳٫۱۲۳۵°شمالی ۵۰٫۵۷۵۴°شرقی |        | ۱۴۸  |
| مورسبز                  | ۳۳°۱۱′۳۲″شمالی ۵۰°۳۸′۴۷″شرقی / ۳۳٫۱۹۲۱°شمالی ۵۰٫۶۴۶۵°شرقی |        | ۱۴۹  |
| مورعلیشاه               | ۳۳°۱۰′۵۷″شمالی ۵۰°۳۷′۱۳″شرقی / ۳۳٫۱۸۲۴°شمالی ۵۰٫۶۲۰۳°شرقی |        | ۱۵۰  |
| مورقلورخانه             | ۳۳°۱۳′۳۹″شمالی ۵۰°۲۹′۳۱″شرقی / ۳۳٫۲۲۷۶°شمالی ۵۰٫۴۹۱۹°شرقی |        | ۱۵۱  |
| مورقمچکی وحاجات         | ۳۳°۱۹′۲۷″شمالی ۵۰°۲۹′۰۹″شرقی / ۳۳٫۳۲۴۳°شمالی ۵۰٫۴۸۵۹°شرقی |        | ۱۵۲  |
| مورقمچکی وحاجات         | ۳۳°۱۸′۳۹″شمالی ۵۰°۳۰′۲۶″شرقی / ۳۳٫۳۱۰۹°شمالی ۵۰٫۵۰۷۲°شرقی |        | ۱۵۳  |
| میان                    | ۳۳°۲۴′۵۳″شمالی ۵۰°۱۳′۲۹″شرقی / ۳۳٫۴۱۴۸°شمالی ۵۰٫۲۲۴۷°شرقی |        | ۱۵۴  |
| میان ملکی               | ۳۳°۱۶′۱۹″شمالی ۵۰°۲۵′۱۳″شرقی / ۳۳٫۲۷۱۹°شمالی ۵۰٫۴۲۰۲°شرقی |        | ۱۵۵  |
| نرپلنگ                  | ۳۳°۱۰′۳۰″شمالی ۵۰°۳۰′۲۶″شرقی / ۳۳٫۱۷۴۹°شمالی ۵۰٫۵۰۷۳°شرقی |        | ۱۵۶  |
| هیکل                    | ۳۳°۲۱′۱۸″شمالی ۵۰°۱۸′۱۲″شرقی / ۳۳٫۳۵۴۹°شمالی ۵۰٫۳۰۳۴°شرقی |        | ۱۵۷  |
| یک گوش                  | ۳۳°۱۴′۴۷″شمالی ۵۰°۳۹′۱۴″شرقی / ۳۳٫۲۴۶۳°شمالی ۵۰٫۶۵۳۹°شرقی |        | ۱۵۸  |
| یک گوش                  | ۳۳°۱۵′۰۵″شمالی ۵۰°۳۸′۳۹″شرقی / ۳۳٫۲۵۱۴°شمالی ۵۰٫۶۴۴۱°شرقی |        | ۱۵۹  |
| آغ داش                  | ۳۳°۰۵′۲۰″شمالی ۵۰°۱۵′۴۴″شرقی / ۳۳٫۰۸۸۸°شمالی ۵۰٫۲۶۲۱°شرقی |        | ۱۶۰  |
| آغچه دره                | ۳۳°۰۳′۳۳″شمالی ۵۰°۱۱′۳۳″شرقی / ۳۳٫۰۵۹۳°شمالی ۵۰٫۱۹۲۴°شرقی |        | ۱۶۱  |
| آغداش لر                | ۳۳°۱۲′۰۹″شمالی ۴۹°۵۶′۰۳″شرقی / ۳۳٫۲۰۲۵°شمالی ۴۹٫۹۳۴۱°شرقی |        | ۱۶۲  |
| افوس                    | ۳۳°۰۰′۵۵″شمالی ۵۰°۰۲′۰۸″شرقی / ۳۳٫۰۱۵۲°شمالی ۵۰٫۰۳۵۵°شرقی |        | ۱۶۳  |
| افوس                    | ۳۲°۵۸′۵۷″شمالی ۵۰°۰۳′۵۰″شرقی / ۳۲٫۹۸۲۵°شمالی ۵۰٫۰۶۴۰°شرقی |        | ۱۶۴  |
| بایرام بک قلعه سی       | ۳۳°۰۷′۴۳″شمالی ۵۰°۰۵′۴۰″شرقی / ۳۳٫۱۲۸۷°شمالی ۵۰٫۰۹۴۴°شرقی |        | ۱۶۵  |
| برآفتاب                 | ۳۳°۰۶′۲۱″شمالی ۴۹°۵۹′۰۷″شرقی / ۳۳٫۱۰۵۹°شمالی ۴۹٫۹۸۵۳°شرقی |        | ۱۶۶  |
| برآفتاب اشکفت           | ۳۳°۰۸′۱۱″شمالی ۴۹°۵۴′۰۴″شرقی / ۳۳٫۱۳۶۵°شمالی ۴۹٫۹۰۱۲°شرقی |        | ۱۶۷  |
| برف انبار               | ۳۳°۱۰′۳۰″شمالی ۴۹°۵۸′۱۴″شرقی / ۳۳٫۱۷۴۹°شمالی ۴۹٫۹۷۰۵°شرقی |        | ۱۶۸  |
| بیع شرط                 | ۳۳°۰۷′۴۳″شمالی ۴۹°۵۸′۰۹″شرقی / ۳۳٫۱۲۸۶°شمالی ۴۹٫۹۶۹۳°شرقی |        | ۱۶۹  |
| بیع شرط                 | ۳۳°۰۷′۱۶″شمالی ۴۹°۵۸′۳۷″شرقی / ۳۳٫۱۲۱۰°شمالی ۴۹٫۹۷۶۹°شرقی |        | ۱۷۰  |
| تتری برآفتاب            | ۳۳°۰۳′۲۶″شمالی ۵۰°۰۰′۴۶″شرقی / ۳۳٫۰۵۷۳°شمالی ۵۰٫۰۱۲۷°شرقی |        | ۱۷۱  |
| تخت قنبری               | ۳۳°۰۸′۰۰″شمالی ۴۹°۵۲′۵۳″شرقی / ۳۳٫۱۳۳۲°شمالی ۴۹٫۸۸۱۴°شرقی |        | ۱۷۲  |
| تخت قنبری               | ۳۳°۰۷′۳۸″شمالی ۴۹°۵۳′۵۰″شرقی / ۳۳٫۱۲۷۲°شمالی ۴۹٫۸۹۷۱°شرقی |        | ۱۷۳  |
| تخت قنبری               | ۳۳°۰۷′۲۹″شمالی ۴۹°۵۳′۵۵″شرقی / ۳۳٫۱۲۴۶°شمالی ۴۹٫۸۹۸۷°شرقی |        | ۱۷۴  |
| خشکه دره                | ۳۳°۱۱′۳۲″شمالی ۴۹°۵۵′۳۲″شرقی / ۳۳٫۱۹۲۲°شمالی ۴۹٫۹۲۵۵°شرقی |        | ۱۷۵  |
| دره بی آب               | ۳۳°۰۲′۰۸″شمالی ۵۰°۰۰′۱۲″شرقی / ۳۳٫۰۳۵۵°شمالی ۵۰٫۰۰۳۲°شرقی |        | ۱۷۶  |
| دره پاکش                | ۳۳°۱۲′۰۹″شمالی ۵۰°۰۸′۵۰″شرقی / ۳۳٫۲۰۲۴°شمالی ۵۰٫۱۴۷۱°شرقی |        | ۱۷۷  |
| دره سوخته               | ۳۳°۱۶′۳۹″شمالی ۵۰°۰۷′۵۷″شرقی / ۳۳٫۲۷۷۶°شمالی ۵۰٫۱۳۲۵°شرقی |        | ۱۷۸  |
| دره سوخته               | ۳۳°۱۷′۰۱″شمالی ۵۰°۰۷′۰۸″شرقی / ۳۳٫۲۸۳۷°شمالی ۵۰٫۱۱۸۸°شرقی |        | ۱۷۹  |
| دروازه                  | ۳۳°۰۳′۵۴″شمالی ۵۰°۰۰′۵۱″شرقی / ۳۳٫۰۶۵۰°شمالی ۵۰٫۰۱۴۳°شرقی |        | ۱۸۰  |
| دوتو                    | ۳۳°۱۱′۳۵″شمالی ۵۰°۱۷′۴۷″شرقی / ۳۳٫۱۹۳۱°شمالی ۵۰٫۲۹۶۵°شرقی |        | ۱۸۱  |
| دوتو                    | ۳۳°۱۱′۰۱″شمالی ۵۰°۱۸′۲۷″شرقی / ۳۳٫۱۸۳۶°شمالی ۵۰٫۳۰۷۶°شرقی |        | ۱۸۲  |
| دوتو                    | ۳۳°۱۵′۴۳″شمالی ۵۰°۱۰′۰۴″شرقی / ۳۳٫۲۶۱۹°شمالی ۵۰٫۱۶۷۷°شرقی |        | ۱۸۳  |
| دوتو                    | ۳۳°۱۹′۰۲″شمالی ۵۰°۰۲′۵۷″شرقی / ۳۳٫۳۱۷۲°شمالی ۵۰٫۰۴۹۲°شرقی |        | ۱۸۴  |
| دوتو                    | ۳۳°۱۸′۰۴″شمالی ۵۰°۰۴′۴۷″شرقی / ۳۳٫۳۰۱۰°شمالی ۵۰٫۰۷۹۸°شرقی |        | ۱۸۵  |
| دوگله‌ها                 | ۳۳°۰۲′۵۹″شمالی ۴۹°۵۷′۳۳″شرقی / ۳۳٫۰۴۹۷°شمالی ۴۹٫۹۵۹۳°شرقی |        | ۱۸۶  |
| رگ کراقلی               | ۳۳°۱۷′۳۵″شمالی ۵۰°۰۵′۴۲″شرقی / ۳۳٫۲۹۳۰°شمالی ۵۰٫۰۹۵۰°شرقی |        | ۱۸۷  |
| زکی                     | ۳۳°۰۶′۳۶″شمالی ۴۹°۵۹′۴۸″شرقی / ۳۳٫۱۱۰۰°شمالی ۴۹٫۹۹۶۷°شرقی |        | ۱۸۸  |
| زکی                     | ۳۳°۰۶′۳۵″شمالی ۵۰°۰۰′۰۲″شرقی / ۳۳٫۱۰۹۷°شمالی ۵۰٫۰۰۰۶°شرقی |        | ۱۸۹  |
| سارقیه                  | ۳۳°۱۶′۳۵″شمالی ۴۹°۵۸′۳۶″شرقی / ۳۳٫۲۷۶۵°شمالی ۴۹٫۹۷۶۷°شرقی |        | ۱۹۰  |
| ساری لر                 | ۳۳°۱۲′۴۸″شمالی ۴۹°۵۷′۳۵″شرقی / ۳۳٫۲۱۳۴°شمالی ۴۹٫۹۵۹۷°شرقی |        | ۱۹۱  |
| سرخ                     | ۳۳°۰۲′۴۳″شمالی ۵۰°۰۳′۲۸″شرقی / ۳۳٫۰۴۵۴°شمالی ۵۰٫۰۵۷۷°شرقی |        | ۱۹۲  |
| سفید                    | ۳۳°۱۰′۱۷″شمالی ۵۰°۱۸′۴۳″شرقی / ۳۳٫۱۷۱۴°شمالی ۵۰٫۳۱۲۰°شرقی |        | ۱۹۳  |
| سفید                    | ۳۳°۰۴′۳۱″شمالی ۵۰°۰۰′۵۳″شرقی / ۳۳٫۰۷۵۳°شمالی ۵۰٫۰۱۴۸°شرقی |        | ۱۹۴  |
| سفیدباغ مادی            | ۳۳°۱۰′۱۹″شمالی ۴۹°۵۳′۵۴″شرقی / ۳۳٫۱۷۲۰°شمالی ۴۹٫۸۹۸۲°شرقی |        | ۱۹۵  |
| سه طبله‌ها               | ۳۳°۰۰′۵۰″شمالی ۵۰°۰۲′۲۶″شرقی / ۳۳٫۰۱۴۰°شمالی ۵۰٫۰۴۰۵°شرقی |        | ۱۹۶  |
| سیل                     | ۳۳°۱۳′۵۱″شمالی ۵۰°۱۵′۴۹″شرقی / ۳۳٫۲۳۰۸°شمالی ۵۰٫۲۶۳۶°شرقی |        | ۱۹۷  |
| سیل                     | ۳۳°۱۳′۱۹″شمالی ۵۰°۱۶′۱۹″شرقی / ۳۳٫۲۲۱۹°شمالی ۵۰٫۲۷۲۰°شرقی |        | ۱۹۸  |
| صاف                     | ۳۳°۲۰′۱۷″شمالی ۵۰°۰۲′۴۲″شرقی / ۳۳٫۳۳۸۰°شمالی ۵۰٫۰۴۵۰°شرقی |        | ۱۹۹  |
| طاقچه زرد               | ۳۳°۱۸′۴۲″شمالی ۵۰°۰۴′۵۵″شرقی / ۳۳٫۳۱۱۶°شمالی ۵۰٫۰۸۱۹°شرقی |        | ۲۰۰  |
| طاقچه زرد               | ۳۳°۱۷′۵۷″شمالی ۵۰°۰۶′۲۶″شرقی / ۳۳٫۲۹۹۲°شمالی ۵۰٫۱۰۷۲°شرقی |        | ۲۰۱  |
| عادل فارس               | ۳۳°۰۹′۱۹″شمالی ۵۰°۱۸′۴۶″شرقی / ۳۳٫۱۵۵۴°شمالی ۵۰٫۳۱۲۸°شرقی |        | ۲۰۲  |
| فرسش                    | ۳۳°۰۶′۲۱″شمالی ۴۹°۵۴′۵۱″شرقی / ۳۳٫۱۰۵۹°شمالی ۴۹٫۹۱۴۲°شرقی |        | ۲۰۳  |
| فلامرز                  | ۳۳°۱۶′۱۹″شمالی ۵۰°۱۰′۱۲″شرقی / ۳۳٫۲۷۱۹°شمالی ۵۰٫۱۶۹۹°شرقی |        | ۲۰۴  |
| قاراداغ                 | ۳۳°۰۸′۵۴″شمالی ۵۰°۰۸′۳۸″شرقی / ۳۳٫۱۴۸۴°شمالی ۵۰٫۱۴۴۰°شرقی |        | ۲۰۵  |
| کالگاه                  | ۳۳°۱۲′۳۶″شمالی ۵۰°۰۲′۳۸″شرقی / ۳۳٫۲۱۰۱°شمالی ۵۰٫۰۴۳۸°شرقی |        | ۲۰۶  |
| کربولاغ                 | ۳۳°۰۶′۱۰″شمالی ۵۰°۰۷′۴۸″شرقی / ۳۳٫۱۰۲۸°شمالی ۵۰٫۱۳۰۱°شرقی |        | ۲۰۷  |
| کل کرت                  | ۳۳°۱۷′۱۵″شمالی ۵۰°۰۷′۳۷″شرقی / ۳۳٫۲۸۷۴°شمالی ۵۰٫۱۲۷۰°شرقی |        | ۲۰۸  |
| کل گاو                  | ۳۳°۰۳′۳۷″شمالی ۴۹°۵۶′۲۲″شرقی / ۳۳٫۰۶۰۲°شمالی ۴۹٫۹۳۹۴°شرقی |        | ۲۰۹  |
| کوپ بلند                | ۳۳°۱۵′۲۸″شمالی ۵۰°۱۲′۳۱″شرقی / ۳۳٫۲۵۷۷°شمالی ۵۰٫۲۰۸۵°شرقی |        | ۲۱۰  |
| لنگه                    | ۳۳°۰۳′۳۷″شمالی ۴۹°۵۹′۴۲″شرقی / ۳۳٫۰۶۰۴°شمالی ۴۹٫۹۹۵۰°شرقی |        | ۲۱۱  |
| لنگه                    | ۳۳°۰۳′۵۸″شمالی ۵۰°۰۰′۰۵″شرقی / ۳۳٫۰۶۶۲°شمالی ۵۰٫۰۰۱۳°شرقی |        | ۲۱۲  |
| مرغستان                 | ۳۳°۱۰′۳۵″شمالی ۵۰°۱۷′۴۲″شرقی / ۳۳٫۱۷۶۳°شمالی ۵۰٫۲۹۴۹°شرقی |        | ۲۱۳  |
| مرغستون                 | ۳۳°۱۱′۱۸″شمالی ۵۰°۱۷′۱۱″شرقی / ۳۳٫۱۸۸۴°شمالی ۵۰٫۲۸۶۳°شرقی |        | ۲۱۴  |
| میان گر                 | ۳۳°۱۰′۴۹″شمالی ۴۹°۵۵′۳۶″شرقی / ۳۳٫۱۸۰۲°شمالی ۴۹٫۹۲۶۶°شرقی |        | ۲۱۵  |
| میاندشت                 | ۳۳°۰۵′۵۴″شمالی ۵۰°۰۸′۳۰″شرقی / ۳۳٫۰۹۸۴°شمالی ۵۰٫۱۴۱۸°شرقی |        | ۲۱۶  |
| میدانک                  | ۳۳°۰۸′۲۶″شمالی ۴۹°۵۷′۲۲″شرقی / ۳۳٫۱۴۰۶°شمالی ۴۹٫۹۵۶۱°شرقی |        | ۲۱۷  |
| هفت دره                 | ۳۳°۱۴′۰۶″شمالی ۵۰°۱۳′۵۰″شرقی / ۳۳٫۲۳۵۰°شمالی ۵۰٫۲۳۰۶°شرقی |        | ۲۱۸  |
| هفت دره                 | ۳۳°۱۳′۴۱″شمالی ۵۰°۱۴′۵۶″شرقی / ۳۳٫۲۲۸۰°شمالی ۵۰٫۲۴۸۸°شرقی |        | ۲۱۹  |
| یکه داش                 | ۳۳°۱۲′۴۱″شمالی ۵۰°۱۶′۳۱″شرقی / ۳۳٫۲۱۱۴°شمالی ۵۰٫۲۷۵۲°شرقی |        | ۲۲۰  |
| آب باریک                | ۳۲°۵۴′۲۲″شمالی ۵۰°۲۷′۰۷″شرقی / ۳۲٫۹۰۶۱°شمالی ۵۰٫۴۵۲۰°شرقی |        | ۲۲۱  |
| آغ بولاغ                | ۳۳°۰۲′۳۶″شمالی ۵۰°۲۳′۱۹″شرقی / ۳۳٫۰۴۳۲°شمالی ۵۰٫۳۸۸۷°شرقی |        | ۲۲۲  |
| آغ داش                  | ۳۳°۰۵′۱۵″شمالی ۵۰°۱۶′۲۲″شرقی / ۳۳٫۰۸۷۶°شمالی ۵۰٫۲۷۲۷°شرقی |        | ۲۲۳  |
| آغل سوخته               | ۳۲°۵۹′۱۰″شمالی ۵۰°۳۳′۲۴″شرقی / ۳۲٫۹۸۶۲°شمالی ۵۰٫۵۵۶۶°شرقی |        | ۲۲۴  |
| امان                    | ۳۳°۰۳′۱۷″شمالی ۵۰°۱۳′۳۴″شرقی / ۳۳٫۰۵۴۸°شمالی ۵۰٫۲۲۶۱°شرقی |        | ۲۲۵  |
| باغ بالا                | ۳۳°۰۰′۴۳″شمالی ۵۰°۲۳′۴۴″شرقی / ۳۳٫۰۱۱۹°شمالی ۵۰٫۳۹۵۶°شرقی |        | ۲۲۶  |
| بیخ مارا                | ۳۲°۵۷′۳۰″شمالی ۵۰°۲۹′۴۰″شرقی / ۳۲٫۹۵۸۲°شمالی ۵۰٫۴۹۴۴°شرقی |        | ۲۲۷  |
| پنج پنجه                | ۳۳°۰۸′۲۲″شمالی ۵۰°۲۰′۱۲″شرقی / ۳۳٫۱۳۹۴°شمالی ۵۰٫۳۳۶۶°شرقی |        | ۲۲۸  |
| تخت بزرگ                | ۳۳°۰۷′۴۹″شمالی ۵۰°۲۰′۳۱″شرقی / ۳۳٫۱۳۰۲°شمالی ۵۰٫۳۴۱۹°شرقی |        | ۲۲۹  |
| تخت بزرگ                | ۳۳°۰۷′۱۸″شمالی ۵۰°۲۱′۱۸″شرقی / ۳۳٫۱۲۱۷°شمالی ۵۰٫۳۵۴۹°شرقی |        | ۲۳۰  |
| تخت چلغی                | ۳۳°۰۹′۳۷″شمالی ۵۰°۲۰′۲۴″شرقی / ۳۳٫۱۶۰۴°شمالی ۵۰٫۳۴۰۱°شرقی |        | ۲۳۱  |
| تخت قیاقی               | ۳۳°۰۵′۴۱″شمالی ۵۰°۳۱′۱۵″شرقی / ۳۳٫۰۹۴۶°شمالی ۵۰٫۵۲۰۷°شرقی |        | ۲۳۲  |
| تخت میرزاحسن            | ۳۳°۰۵′۳۶″شمالی ۵۰°۳۶′۲۵″شرقی / ۳۳٫۰۹۳۲°شمالی ۵۰٫۶۰۷۰°شرقی |        | ۲۳۳  |
| تخته پاچه کوتاه         | ۳۲°۵۹′۲۴″شمالی ۵۰°۳۱′۱۷″شرقی / ۳۲٫۹۸۹۹°شمالی ۵۰٫۵۲۱۴°شرقی |        | ۲۳۴  |
| تخته ده                 | ۳۲°۵۹′۵۹″شمالی ۵۰°۳۰′۳۴″شرقی / ۳۲٫۹۹۹۶°شمالی ۵۰٫۵۰۹۴°شرقی |        | ۲۳۵  |
| تنورعلی                 | ۳۳°۰۷′۱۸″شمالی ۵۰°۲۴′۲۶″شرقی / ۳۳٫۱۲۱۷°شمالی ۵۰٫۴۰۷۲°شرقی |        | ۲۳۶  |
| تیغه لاغری              | ۳۳°۰۷′۲۰″شمالی ۵۰°۲۳′۱۲″شرقی / ۳۳٫۱۲۲۱°شمالی ۵۰٫۳۸۶۸°شرقی |        | ۲۳۷  |
| جوشیر                   | ۳۳°۰۷′۴۹″شمالی ۵۰°۳۳′۱۱″شرقی / ۳۳٫۱۳۰۴°شمالی ۵۰٫۵۵۳۰°شرقی |        | ۲۳۸  |
| چشمه قویی               | ۳۳°۰۵′۴۹″شمالی ۵۰°۲۳′۱۵″شرقی / ۳۳٫۰۹۷۰°شمالی ۵۰٫۳۸۷۴°شرقی |        | ۲۳۹  |
| خاکستری                 | ۳۳°۰۳′۲۳″شمالی ۵۰°۳۵′۵۵″شرقی / ۳۳٫۰۵۶۴°شمالی ۵۰٫۵۹۸۶°شرقی |        | ۲۴۰  |
| داراب شاه               | ۳۲°۵۹′۰۶″شمالی ۵۰°۲۹′۲۶″شرقی / ۳۲٫۹۸۴۹°شمالی ۵۰٫۴۹۰۶°شرقی |        | ۲۴۱  |
| درختک                   | ۳۲°۵۶′۵۰″شمالی ۵۰°۱۷′۴۰″شرقی / ۳۲٫۹۴۷۳°شمالی ۵۰٫۲۹۴۴°شرقی |        | ۲۴۲  |
| دره بید                 | ۳۳°۰۵′۴۶″شمالی ۵۰°۲۶′۵۸″شرقی / ۳۳٫۰۹۶۱°شمالی ۵۰٫۴۴۹۵°شرقی |        | ۲۴۳  |
| دره ریز                 | ۳۳°۰۵′۱۸″شمالی ۵۰°۳۱′۵۲″شرقی / ۳۳٫۰۸۸۴°شمالی ۵۰٫۵۳۱۲°شرقی |        | ۲۴۴  |
| دزک                     | ۳۲°۵۷′۴۰″شمالی ۵۰°۱۶′۰۳″شرقی / ۳۲٫۹۶۱۱°شمالی ۵۰٫۲۶۷۶°شرقی |        | ۲۴۵  |
| دماغ قپر                | ۳۳°۰۲′۳۷″شمالی ۵۰°۲۷′۲۲″شرقی / ۳۳٫۰۴۳۵°شمالی ۵۰٫۴۵۶۲°شرقی |        | ۲۴۶  |
| دماغه مارا              | ۳۲°۵۹′۵۳″شمالی ۵۰°۲۸′۳۲″شرقی / ۳۲٫۹۹۸۱°شمالی ۵۰٫۴۷۵۶°شرقی |        | ۲۴۷  |
| دمیرچی                  | ۳۲°۵۲′۱۱″شمالی ۵۰°۲۷′۴۱″شرقی / ۳۲٫۸۶۹۷°شمالی ۵۰٫۴۶۱۴°شرقی |        | ۲۴۸  |
| دیگاه                   | ۳۳°۰۰′۲۶″شمالی ۵۰°۲۱′۱۵″شرقی / ۳۳٫۰۰۷۱°شمالی ۵۰٫۳۵۴۳°شرقی |        | ۲۴۹  |
| ساری گونی               | ۳۳°۰۱′۰۵″شمالی ۵۰°۱۴′۵۱″شرقی / ۳۳٫۰۱۸۰°شمالی ۵۰٫۲۴۷۶°شرقی |        | ۲۵۰  |
| ساری گونی               | ۳۳°۰۰′۴۶″شمالی ۵۰°۱۴′۵۲″شرقی / ۳۳٫۰۱۲۹°شمالی ۵۰٫۲۴۷۷°شرقی |        | ۲۵۱  |
| ساورد                   | ۳۲°۴۶′۲۰″شمالی ۵۰°۲۴′۴۱″شرقی / ۳۲٫۷۷۲۲°شمالی ۵۰٫۴۱۱۵°شرقی |        | ۲۵۲  |
| شازده                   | ۳۲°۵۶′۲۷″شمالی ۵۰°۱۶′۲۱″شرقی / ۳۲٫۹۴۰۹°شمالی ۵۰٫۲۷۲۵°شرقی |        | ۲۵۳  |
| طالب بلاغ               | ۳۲°۴۷′۲۸″شمالی ۵۰°۲۳′۱۳″شرقی / ۳۲٫۷۹۱۲°شمالی ۵۰٫۳۸۷۰°شرقی |        | ۲۵۴  |
| طالب بلاغ               | ۳۲°۴۷′۵۴″شمالی ۵۰°۲۲′۰۹″شرقی / ۳۲٫۷۹۸۲°شمالی ۵۰٫۳۶۹۲°شرقی |        | ۲۵۵  |
| قاراداغ                 | ۳۳°۰۲′۴۳″شمالی ۵۰°۱۴′۲۱″شرقی / ۳۳٫۰۴۵۲°شمالی ۵۰٫۲۳۹۲°شرقی |        | ۲۵۶  |
| قاراداغ                 | ۳۳°۰۲′۲۲″شمالی ۵۰°۱۴′۳۶″شرقی / ۳۳٫۰۳۹۴°شمالی ۵۰٫۲۴۳۳°شرقی |        | ۲۵۷  |
| قازاناس                 | ۳۲°۵۴′۱۳″شمالی ۵۰°۲۳′۱۵″شرقی / ۳۲٫۹۰۳۶°شمالی ۵۰٫۳۸۷۶°شرقی |        | ۲۵۸  |
| قبریشه                  | ۳۳°۰۱′۲۲″شمالی ۵۰°۱۷′۴۷″شرقی / ۳۳٫۰۲۲۹°شمالی ۵۰٫۲۹۶۴°شرقی |        | ۲۵۹  |
| قراولخانه               | ۳۳°۰۰′۱۶″شمالی ۵۰°۱۴′۱۹″شرقی / ۳۳٫۰۰۴۵°شمالی ۵۰٫۲۳۸۵°شرقی |        | ۲۶۰  |
| قفر                     | ۳۳°۰۵′۱۳″شمالی ۵۰°۲۳′۵۸″شرقی / ۳۳٫۰۸۷۰°شمالی ۵۰٫۳۹۹۴°شرقی |        | ۲۶۱  |
| قلعه                    | ۳۳°۰۴′۲۵″شمالی ۵۰°۲۲′۱۳″شرقی / ۳۳٫۰۷۳۶°شمالی ۵۰٫۳۷۰۳°شرقی |        | ۲۶۲  |
| قوردبولاغی              | ۳۳°۰۴′۲۶″شمالی ۵۰°۲۲′۳۱″شرقی / ۳۳٫۰۷۴۰°شمالی ۵۰٫۳۷۵۴°شرقی |        | ۲۶۳  |
| قوزای                   | ۳۳°۰۰′۲۶″شمالی ۵۰°۱۶′۳۰″شرقی / ۳۳٫۰۰۷۳°شمالی ۵۰٫۲۷۵۱°شرقی |        | ۲۶۴  |
| کلوسی                   | ۳۲°۵۷′۵۲″شمالی ۵۰°۳۰′۵۴″شرقی / ۳۲٫۹۶۴۴°شمالی ۵۰٫۵۱۵۱°شرقی |        | ۲۶۵  |
| کماداغی                 | ۳۲°۵۷′۳۲″شمالی ۵۰°۱۵′۰۵″شرقی / ۳۲٫۹۵۹۰°شمالی ۵۰٫۲۵۱۴°شرقی |        | ۲۶۶  |
| کوهچه                   | ۳۳°۰۱′۳۴″شمالی ۵۰°۲۹′۰۷″شرقی / ۳۳٫۰۲۶۲°شمالی ۵۰٫۴۸۵۳°شرقی |        | ۲۶۷  |
| کینه شور                | ۳۳°۰۸′۰۹″شمالی ۵۰°۲۱′۳۴″شرقی / ۳۳٫۱۳۵۸°شمالی ۵۰٫۳۵۹۵°شرقی |        | ۲۶۸  |
| گردونک                  | ۳۳°۰۲′۰۶″شمالی ۵۰°۳۶′۱۲″شرقی / ۳۳٫۰۳۵۱°شمالی ۵۰٫۶۰۳۲°شرقی |        | ۲۶۹  |
| گرسگان                  | ۳۳°۰۸′۴۰″شمالی ۵۰°۲۲′۳۶″شرقی / ۳۳٫۱۴۴۴°شمالی ۵۰٫۳۷۶۸°شرقی |        | ۲۷۰  |
| گنگک                    | ۳۳°۰۴′۵۶″شمالی ۵۰°۳۰′۳۸″شرقی / ۳۳٫۰۸۲۲°شمالی ۵۰٫۵۱۰۵°شرقی |        | ۲۷۱  |
| لوش کوه                 | ۳۲°۵۶′۲۹″شمالی ۵۰°۱۴′۴۱″شرقی / ۳۲٫۹۴۱۳°شمالی ۵۰٫۲۴۴۸°شرقی |        | ۲۷۲  |
| لوک ساقبند              | ۳۳°۰۶′۵۰″شمالی ۵۰°۳۵′۱۰″شرقی / ۳۳٫۱۱۳۸°شمالی ۵۰٫۵۸۶۱°شرقی |        | ۲۷۳  |
| لوک سوخته               | ۳۳°۰۵′۰۱″شمالی ۵۰°۳۳′۰۲″شرقی / ۳۳٫۰۸۳۷°شمالی ۵۰٫۵۵۰۶°شرقی |        | ۲۷۴  |
| میش بندا                | ۳۳°۰۴′۴۴″شمالی ۵۰°۳۳′۲۰″شرقی / ۳۳٫۰۷۸۸°شمالی ۵۰٫۵۵۵۶°شرقی |        | ۲۷۵  |
| نسابلند                 | ۳۳°۰۲′۵۶″شمالی ۵۰°۳۴′۲۴″شرقی / ۳۳٫۰۴۸۹°شمالی ۵۰٫۵۷۳۲°شرقی |        | ۲۷۶  |
| یتیم                    | ۳۲°۵۵′۱۸″شمالی ۵۰°۲۰′۰۷″شرقی / ۳۲٫۹۲۱۷°شمالی ۵۰٫۳۳۵۴°شرقی |        | ۲۷۷  |
| آجلون                   | ۳۲°۴۹′۰۰″شمالی ۴۹°۴۹′۱۱″شرقی / ۳۲٫۸۱۶۶°شمالی ۴۹٫۸۱۹۸°شرقی |        | ۲۷۸  |
| اریجه                   | ۳۲°۵۹′۵۴″شمالی ۴۹°۵۷′۴۴″شرقی / ۳۲٫۹۹۸۴°شمالی ۴۹٫۹۶۲۳°شرقی |        | ۲۷۹  |
| اژدهاره                 | ۳۳°۰۳′۱۹″شمالی ۴۹°۴۳′۱۱″شرقی / ۳۳٫۰۵۵۳°شمالی ۴۹٫۷۱۹۷°شرقی |        | ۲۸۰  |
| اسپیدهورو               | ۳۲°۴۶′۴۶″شمالی ۴۹°۵۰′۲۵″شرقی / ۳۲٫۷۷۹۴°شمالی ۴۹٫۸۴۰۴°شرقی |        | ۲۸۱  |
| اصلان داغ               | ۳۳°۰۰′۰۵″شمالی ۵۰°۰۰′۵۴″شرقی / ۳۳٫۰۰۱۵°شمالی ۵۰٫۰۱۵۱°شرقی |        | ۲۸۲  |
| اصلان داغ               | ۳۳°۰۰′۰۷″شمالی ۵۰°۰۰′۱۱″شرقی / ۳۳٫۰۰۱۹°شمالی ۵۰٫۰۰۳۱°شرقی |        | ۲۸۳  |
| افوس                    | ۳۲°۵۸′۰۵″شمالی ۵۰°۰۷′۴۳″شرقی / ۳۲٫۹۶۸۰°شمالی ۵۰٫۱۲۸۶°شرقی |        | ۲۸۴  |
| افوس                    | ۳۲°۵۸′۲۲″شمالی ۵۰°۰۶′۴۴″شرقی / ۳۲٫۹۷۲۸°شمالی ۵۰٫۱۱۲۲°شرقی |        | ۲۸۵  |
| آقاعلی نسار             | ۳۲°۵۸′۰۴″شمالی ۵۰°۰۰′۴۲″شرقی / ۳۲٫۹۶۷۷°شمالی ۵۰٫۰۱۱۷°شرقی |        | ۲۸۶  |
| آولستان                 | ۳۲°۴۴′۲۹″شمالی ۵۰°۰۴′۱۶″شرقی / ۳۲٫۷۴۱۴°شمالی ۵۰٫۰۷۱۱°شرقی |        | ۲۸۷  |
| بالایی                  | ۳۳°۰۲′۴۱″شمالی ۴۹°۵۷′۵۵″شرقی / ۳۳٫۰۴۴۷°شمالی ۴۹٫۹۶۵۲°شرقی |        | ۲۸۸  |
| برآفتاب سرخه            | ۳۲°۵۶′۰۱″شمالی ۵۰°۰۴′۴۳″شرقی / ۳۲٫۹۳۳۵°شمالی ۵۰٫۰۷۸۶°شرقی |        | ۲۸۹  |
| برده خیمه               | ۳۲°۵۶′۰۷″شمالی ۴۹°۴۸′۵۵″شرقی / ۳۲٫۹۳۵۲°شمالی ۴۹٫۸۱۵۳°شرقی |        | ۲۹۰  |
| برز                     | ۳۳°۰۰′۳۴″شمالی ۴۹°۴۳′۴۲″شرقی / ۳۳٫۰۰۹۴°شمالی ۴۹٫۷۲۸۴°شرقی |        | ۲۹۱  |
| برف پیر                 | ۳۲°۵۲′۳۰″شمالی ۴۹°۴۷′۳۸″شرقی / ۳۲٫۸۷۵۰°شمالی ۴۹٫۷۹۳۸°شرقی |        | ۲۹۲  |
| برق برده                | ۳۲°۵۱′۰۱″شمالی ۵۰°۰۵′۲۱″شرقی / ۳۲٫۸۵۰۴°شمالی ۵۰٫۰۸۹۱°شرقی |        | ۲۹۳  |
| بزآب                    | ۳۲°۴۶′۱۲″شمالی ۵۰°۰۶′۱۳″شرقی / ۳۲٫۷۷۰۱°شمالی ۵۰٫۱۰۳۵°شرقی |        | ۲۹۴  |
| بزمه                    | ۳۲°۵۱′۵۴″شمالی ۵۰°۱۴′۳۶″شرقی / ۳۲٫۸۶۵۰°شمالی ۵۰٫۲۴۳۳°شرقی |        | ۲۹۵  |
| بنو                     | ۳۲°۴۲′۴۴″شمالی ۵۰°۱۴′۴۷″شرقی / ۳۲٫۷۱۲۳°شمالی ۵۰٫۲۴۶۵°شرقی |        | ۲۹۶  |
| بنو                     | ۳۲°۴۲′۵۴″شمالی ۵۰°۱۵′۱۲″شرقی / ۳۲٫۷۱۵۱°شمالی ۵۰٫۲۵۳۳°شرقی |        | ۲۹۷  |
| بی کس                   | ۳۲°۴۶′۱۲″شمالی ۵۰°۰۳′۳۰″شرقی / ۳۲٫۷۶۹۹°شمالی ۵۰٫۰۵۸۴°شرقی |        | ۲۹۸  |
| بیار                    | ۳۲°۵۸′۳۲″شمالی ۴۹°۵۷′۲۳″شرقی / ۳۲٫۹۷۵۶°شمالی ۴۹٫۹۵۶۵°شرقی |        | ۲۹۹  |
| پرحکال                  | ۳۲°۴۱′۳۰″شمالی ۴۹°۵۸′۰۴″شرقی / ۳۲٫۶۹۱۷°شمالی ۴۹٫۹۶۷۷°شرقی |        | ۳۰۰  |
| پشت سفته                | ۳۲°۳۸′۵۶″شمالی ۴۹°۵۸′۳۸″شرقی / ۳۲٫۶۴۸۸°شمالی ۴۹٫۹۷۷۳°شرقی |        | ۳۰۱  |
| پشت کلا                 | ۳۲°۵۰′۳۹″شمالی ۴۹°۴۹′۴۵″شرقی / ۳۲٫۸۴۴۲°شمالی ۴۹٫۸۲۹۱°شرقی |        | ۳۰۲  |
| تره                     | ۳۲°۴۵′۵۴″شمالی ۴۹°۵۰′۰۲″شرقی / ۳۲٫۷۶۵۰°شمالی ۴۹٫۸۳۴۰°شرقی |        | ۳۰۳  |
| تنگ آب                  | ۳۲°۵۵′۵۲″شمالی ۴۹°۴۸′۰۵″شرقی / ۳۲٫۹۳۱۲°شمالی ۴۹٫۸۰۱۴°شرقی |        | ۳۰۴  |
| توک لیک                 | ۳۲°۳۸′۵۵″شمالی ۴۹°۵۹′۳۹″شرقی / ۳۲٫۶۴۸۷°شمالی ۴۹٫۹۹۴۳°شرقی |        | ۳۰۵  |
| توک لیک                 | ۳۲°۳۸′۵۴″شمالی ۵۰°۰۰′۲۲″شرقی / ۳۲٫۶۴۸۴°شمالی ۵۰٫۰۰۶۰°شرقی |        | ۳۰۶  |
| توکال                   | ۳۲°۴۹′۰۲″شمالی ۴۹°۴۷′۵۰″شرقی / ۳۲٫۸۱۷۳°شمالی ۴۹٫۷۹۷۲°شرقی |        | ۳۰۷  |
| تولکا                   | ۳۲°۴۴′۲۷″شمالی ۴۹°۵۵′۲۲″شرقی / ۳۲٫۷۴۰۷°شمالی ۴۹٫۹۲۲۹°شرقی |        | ۳۰۸  |
| تیش درچر                | ۳۲°۵۳′۱۰″شمالی ۴۹°۵۱′۲۷″شرقی / ۳۲٫۸۸۶۰°شمالی ۴۹٫۸۵۷۶°شرقی |        | ۳۰۹  |
| جوجار                   | ۳۲°۴۹′۳۴″شمالی ۴۹°۵۸′۱۵″شرقی / ۳۲٫۸۲۶۲°شمالی ۴۹٫۹۷۰۹°شرقی |        | ۳۱۰  |
| چاد                     | ۳۲°۴۸′۱۶″شمالی ۵۰°۰۴′۵۴″شرقی / ۳۲٫۸۰۴۴°شمالی ۵۰٫۰۸۱۷°شرقی |        | ۳۱۱  |
| چال بطان                | ۳۲°۴۵′۵۳″شمالی ۵۰°۰۱′۳۳″شرقی / ۳۲٫۷۶۴۸°شمالی ۵۰٫۰۲۵۷°شرقی |        | ۳۱۲  |
| چال میشان               | ۳۲°۴۱′۱۰″شمالی ۵۰°۰۷′۵۱″شرقی / ۳۲٫۶۸۶۰°شمالی ۵۰٫۱۳۰۷°شرقی |        | ۳۱۳  |
| چال میشان               | ۳۲°۳۹′۴۰″شمالی ۵۰°۰۳′۵۵″شرقی / ۳۲٫۶۶۱۱°شمالی ۵۰٫۰۶۵۳°شرقی |        | ۳۱۴  |
| چال میشان               | ۳۲°۵۱′۴۸″شمالی ۴۹°۵۲′۴۳″شرقی / ۳۲٫۸۶۳۴°شمالی ۴۹٫۸۷۸۶°شرقی |        | ۳۱۵  |
| چال ور                  | ۳۲°۵۳′۱۷″شمالی ۵۰°۰۸′۵۸″شرقی / ۳۲٫۸۸۸۱°شمالی ۵۰٫۱۴۹۴°شرقی |        | ۳۱۶  |
| چال ور                  | ۳۲°۵۴′۰۳″شمالی ۵۰°۰۷′۱۳″شرقی / ۳۲٫۹۰۰۸°شمالی ۵۰٫۱۲۰۲°شرقی |        | ۳۱۷  |
| چال ور                  | ۳۲°۵۲′۱۳″شمالی ۵۰°۱۱′۰۰″شرقی / ۳۲٫۸۷۰۲°شمالی ۵۰٫۱۸۳۳°شرقی |        | ۳۱۸  |
| چاله یپ                 | ۳۲°۴۳′۲۳″شمالی ۴۹°۵۶′۱۰″شرقی / ۳۲٫۷۲۳۱°شمالی ۴۹٫۹۳۶۱°شرقی |        | ۳۱۹  |
| چغاگلی                  | ۳۲°۴۱′۲۱″شمالی ۵۰°۰۶′۱۲″شرقی / ۳۲٫۶۸۹۲°شمالی ۵۰٫۱۰۳۴°شرقی |        | ۳۲۰  |
| چهارده پهلو             | ۳۲°۴۸′۰۳″شمالی ۴۹°۵۳′۴۰″شرقی / ۳۲٫۸۰۰۷°شمالی ۴۹٫۸۹۴۵°شرقی |        | ۳۲۱  |
| حسل                     | ۳۲°۳۹′۲۱″شمالی ۴۹°۵۷′۴۹″شرقی / ۳۲٫۶۵۵۸°شمالی ۴۹٫۹۶۳۷°شرقی |        | ۳۲۲  |
| حنا                     | ۳۲°۴۹′۲۸″شمالی ۵۰°۱۶′۱۲″شرقی / ۳۲٫۸۲۴۵°شمالی ۵۰٫۲۷۰۱°شرقی |        | ۳۲۳  |
| خشت بریز                | ۳۲°۵۰′۲۳″شمالی ۵۰°۱۴′۲۹″شرقی / ۳۲٫۸۳۹۸°شمالی ۵۰٫۲۴۱۳°شرقی |        | ۳۲۴  |
| درمیلگان                | ۳۲°۵۱′۳۶″شمالی ۴۹°۵۵′۱۲″شرقی / ۳۲٫۸۶۰۰°شمالی ۴۹٫۹۱۹۹°شرقی |        | ۳۲۵  |
| دره باریکه              | ۳۲°۴۰′۳۸″شمالی ۵۰°۱۶′۲۸″شرقی / ۳۲٫۶۷۷۲°شمالی ۵۰٫۲۷۴۴°شرقی |        | ۳۲۶  |
| دره بی آب               | ۳۳°۰۱′۳۸″شمالی ۴۹°۵۹′۳۹″شرقی / ۳۳٫۰۲۷۲°شمالی ۴۹٫۹۹۴۲°شرقی |        | ۳۲۷  |
| دره بی آب               | ۳۲°۵۶′۳۹″شمالی ۵۰°۰۲′۳۷″شرقی / ۳۲٫۹۴۴۳°شمالی ۵۰٫۰۴۳۷°شرقی |        | ۳۲۸  |
| دره پاریز               | ۳۳°۰۱′۰۳″شمالی ۴۹°۵۹′۳۸″شرقی / ۳۳٫۰۱۷۵°شمالی ۴۹٫۹۹۳۸°شرقی |        | ۳۲۹  |
| دره پاریز               | ۳۳°۰۰′۲۶″شمالی ۴۹°۵۹′۳۸″شرقی / ۳۳٫۰۰۷۳°شمالی ۴۹٫۹۹۳۸°شرقی |        | ۳۳۰  |
| دره دیمه                | ۳۳°۰۲′۳۴″شمالی ۴۹°۴۴′۱۷″شرقی / ۳۳٫۰۴۲۷°شمالی ۴۹٫۷۳۸۱°شرقی |        | ۳۳۱  |
| دره سیب                 | ۳۲°۴۴′۴۹″شمالی ۵۰°۱۷′۳۹″شرقی / ۳۲٫۷۴۶۹°شمالی ۵۰٫۲۹۴۲°شرقی |        | ۳۳۲  |
| دره غول                 | ۳۲°۵۳′۲۵″شمالی ۴۹°۵۲′۵۴″شرقی / ۳۲٫۸۹۰۳°شمالی ۴۹٫۸۸۱۷°شرقی |        | ۳۳۳  |
| دره غول                 | ۳۲°۵۲′۴۳″شمالی ۴۹°۵۲′۰۹″شرقی / ۳۲٫۸۷۸۵°شمالی ۴۹٫۸۶۹۳°شرقی |        | ۳۳۴  |
| دره کارو                | ۳۲°۴۹′۵۰″شمالی ۴۹°۴۷′۳۳″شرقی / ۳۲٫۸۳۰۵°شمالی ۴۹٫۷۹۲۵°شرقی |        | ۳۳۵  |
| دنده ای                 | ۳۲°۵۰′۲۳″شمالی ۵۰°۱۵′۴۵″شرقی / ۳۲٫۸۳۹۶°شمالی ۵۰٫۲۶۲۶°شرقی |        | ۳۳۶  |
| دنیک                    | ۳۲°۴۱′۰۴″شمالی ۴۹°۵۶′۲۱″شرقی / ۳۲٫۶۸۴۴°شمالی ۴۹٫۹۳۹۳°شرقی |        | ۳۳۷  |
| دوتو                    | ۳۳°۰۰′۴۸″شمالی ۴۹°۴۰′۵۴″شرقی / ۳۳٫۰۱۳۴°شمالی ۴۹٫۶۸۱۸°شرقی |        | ۳۳۸  |
| دوتو                    | ۳۳°۰۱′۱۱″شمالی ۴۹°۴۱′۱۶″شرقی / ۳۳٫۰۱۹۷°شمالی ۴۹٫۶۸۷۸°شرقی |        | ۳۳۹  |
| دوتوبراتی               | ۳۲°۴۷′۵۰″شمالی ۴۹°۵۶′۵۷″شرقی / ۳۲٫۷۹۷۳°شمالی ۴۹٫۹۴۹۳°شرقی |        | ۳۴۰  |
| دودکشان                 | ۳۲°۴۵′۲۸″شمالی ۵۰°۰۲′۴۹″شرقی / ۳۲٫۷۵۷۷°شمالی ۵۰٫۰۴۷۰°شرقی |        | ۳۴۱  |
| دولاب                   | ۳۲°۵۸′۳۹″شمالی ۵۰°۰۴′۱۵″شرقی / ۳۲٫۹۷۷۴°شمالی ۵۰٫۰۷۰۸°شرقی |        | ۳۴۲  |
| رخ زرد                  | ۳۲°۵۸′۰۰″شمالی ۴۹°۴۰′۱۲″شرقی / ۳۲٫۹۶۶۶°شمالی ۴۹٫۶۷۰۰°شرقی |        | ۳۴۳  |
| رهوه                    | ۳۲°۴۱′۲۵″شمالی ۴۹°۵۵′۵۲″شرقی / ۳۲٫۶۹۰۳°شمالی ۴۹٫۹۳۱۲°شرقی |        | ۳۴۴  |
| زرد                     | ۳۳°۰۲′۰۹″شمالی ۴۹°۴۱′۴۳″شرقی / ۳۳٫۰۳۵۸°شمالی ۴۹٫۶۹۵۴°شرقی |        | ۳۴۵  |
| زردگله                  | ۳۲°۴۴′۲۵″شمالی ۵۰°۰۶′۴۹″شرقی / ۳۲٫۷۴۰۲°شمالی ۵۰٫۱۱۳۷°شرقی |        | ۳۴۶  |
| زرده گشان               | ۳۲°۵۷′۳۴″شمالی ۴۹°۴۶′۳۵″شرقی / ۳۲٫۹۵۹۵°شمالی ۴۹٫۷۷۶۵°شرقی |        | ۳۴۷  |
| زنجیرا                  | ۳۳°۰۴′۲۷″شمالی ۴۹°۴۳′۴۶″شرقی / ۳۳٫۰۷۴۱°شمالی ۴۹٫۷۲۹۵°شرقی |        | ۳۴۸  |
| زیرهیران                | ۳۲°۴۷′۱۰″شمالی ۴۹°۴۶′۱۸″شرقی / ۳۲٫۷۸۶۲°شمالی ۴۹٫۷۷۱۷°شرقی |        | ۳۴۹  |
| زینگیلی                 | ۳۲°۵۰′۰۳″شمالی ۴۹°۵۳′۱۷″شرقی / ۳۲٫۸۳۴۱°شمالی ۴۹٫۸۸۸۱°شرقی |        | ۳۵۰  |
| سرتله                   | ۳۲°۵۴′۱۱″شمالی ۴۹°۴۹′۵۷″شرقی / ۳۲٫۹۰۳۰°شمالی ۴۹٫۸۳۲۶°شرقی |        | ۳۵۱  |
| سرتنگ                   | ۳۲°۵۰′۲۴″شمالی ۴۹°۴۸′۲۳″شرقی / ۳۲٫۸۳۹۹°شمالی ۴۹٫۸۰۶۴°شرقی |        | ۳۵۲  |
| سرمال                   | ۳۲°۵۷′۱۱″شمالی ۴۹°۵۹′۲۹″شرقی / ۳۲٫۹۵۳۱°شمالی ۴۹٫۹۹۱۴°شرقی |        | ۳۵۳  |
| سرمال                   | ۳۲°۵۶′۴۹″شمالی ۵۰°۰۰′۲۶″شرقی / ۳۲٫۹۴۶۹°شمالی ۵۰٫۰۰۷۱°شرقی |        | ۳۵۴  |
| سفید                    | ۳۲°۵۴′۳۶″شمالی ۵۰°۰۵′۵۹″شرقی / ۳۲٫۹۱۰۱°شمالی ۵۰٫۰۹۹۶°شرقی |        | ۳۵۵  |
| سفید                    | ۳۲°۴۸′۱۰″شمالی ۵۰°۱۷′۱۲″شرقی / ۳۲٫۸۰۲۹°شمالی ۵۰٫۲۸۶۸°شرقی |        | ۳۵۶  |
| سفیدکوه                 | ۳۳°۰۰′۱۸″شمالی ۴۹°۵۴′۰۴″شرقی / ۳۳٫۰۰۴۹°شمالی ۴۹٫۹۰۱۰°شرقی |        | ۳۵۷  |
| سفیدکوه                 | ۳۲°۵۹′۲۳″شمالی ۴۹°۵۴′۰۱″شرقی / ۳۲٫۹۸۹۷°شمالی ۴۹٫۹۰۰۳°شرقی |        | ۳۵۸  |
| سیاه کوه                | ۳۲°۵۸′۴۸″شمالی ۴۹°۵۴′۱۳″شرقی / ۳۲٫۹۸۰۱°شمالی ۴۹٫۹۰۳۵°شرقی |        | ۳۵۹  |
| سیخه                    | ۳۲°۵۷′۴۲″شمالی ۵۰°۰۳′۳۸″شرقی / ۳۲٫۹۶۱۷°شمالی ۵۰٫۰۶۰۶°شرقی |        | ۳۶۰  |
| شاهان                   | ۳۲°۴۷′۵۵″شمالی ۴۹°۵۹′۰۸″شرقی / ۳۲٫۷۹۸۵°شمالی ۴۹٫۹۸۵۵°شرقی |        | ۳۶۱  |
| شاهان                   | ۳۲°۴۸′۴۱″شمالی ۵۰°۰۰′۲۴″شرقی / ۳۲٫۸۱۱۵°شمالی ۵۰٫۰۰۶۶°شرقی |        | ۳۶۲  |
| شکرته                   | ۳۲°۴۴′۰۹″شمالی ۵۰°۱۵′۱۲″شرقی / ۳۲٫۷۳۵۹°شمالی ۵۰٫۲۵۳۲°شرقی |        | ۳۶۳  |
| شنادرک                  | ۳۲°۴۹′۵۴″شمالی ۴۹°۴۵′۳۴″شرقی / ۳۲٫۸۳۱۸°شمالی ۴۹٫۷۵۹۵°شرقی |        | ۳۶۴  |
| شنگ                     | ۳۳°۰۲′۳۲″شمالی ۴۹°۴۲′۴۴″شرقی / ۳۳٫۰۴۲۲°شمالی ۴۹٫۷۱۲۳°شرقی |        | ۳۶۵  |
| شوش بره                 | ۳۲°۵۶′۲۹″شمالی ۵۰°۰۳′۴۸″شرقی / ۳۲٫۹۴۱۳°شمالی ۵۰٫۰۶۳۴°شرقی |        | ۳۶۶  |
| علی سومالی              | ۳۲°۴۲′۳۳″شمالی ۵۰°۰۶′۲۲″شرقی / ۳۲٫۷۰۹۲°شمالی ۵۰٫۱۰۶۱°شرقی |        | ۳۶۷  |
| فردان                   | ۳۲°۴۴′۳۳″شمالی ۴۹°۵۷′۰۶″شرقی / ۳۲٫۷۴۲۴°شمالی ۴۹٫۹۵۱۶°شرقی |        | ۳۶۸  |
| فردان                   | ۳۲°۴۱′۵۶″شمالی ۴۹°۵۹′۳۶″شرقی / ۳۲٫۶۹۹۰°شمالی ۴۹٫۹۹۳۲°شرقی |        | ۳۶۹  |
| فردان                   | ۳۲°۴۳′۲۸″شمالی ۵۰°۰۰′۰۴″شرقی / ۳۲٫۷۲۴۵°شمالی ۵۰٫۰۰۱۲°شرقی |        | ۳۷۰  |
| قشلاق                   | ۳۲°۵۲′۰۹″شمالی ۴۹°۴۶′۴۵″شرقی / ۳۲٫۸۶۹۲°شمالی ۴۹٫۷۷۹۳°شرقی |        | ۳۷۱  |
| کات سبزعلی              | ۳۳°۰۰′۳۲″شمالی ۴۹°۴۲′۴۶″شرقی / ۳۳٫۰۰۸۸°شمالی ۴۹٫۷۱۲۸°شرقی |        | ۳۷۲  |
| کات سبزعلی              | ۳۲°۵۹′۳۹″شمالی ۴۹°۴۴′۱۰″شرقی / ۳۲٫۹۹۴۳°شمالی ۴۹٫۷۳۶۰°شرقی |        | ۳۷۳  |
| کال خوانی               | ۳۲°۴۲′۴۶″شمالی ۴۹°۵۷′۵۲″شرقی / ۳۲٫۷۱۲۹°شمالی ۴۹٫۹۶۴۵°شرقی |        | ۳۷۴  |
| کرتیز                   | ۳۲°۵۹′۴۲″شمالی ۴۹°۵۸′۵۶″شرقی / ۳۲٫۹۹۵۰°شمالی ۴۹٫۹۸۲۲°شرقی |        | ۳۷۵  |
| کلنگ                    | ۳۲°۵۷′۱۳″شمالی ۴۹°۵۶′۵۳″شرقی / ۳۲٫۹۵۳۶°شمالی ۴۹٫۹۴۸۱°شرقی |        | ۳۷۶  |
| کلنگ زاغوله             | ۳۳°۰۱′۰۰″شمالی ۴۹°۴۰′۱۵″شرقی / ۳۳٫۰۱۶۷°شمالی ۴۹٫۶۷۰۷°شرقی |        | ۳۷۷  |
| کلنگا                   | ۳۲°۵۰′۲۰″شمالی ۵۰°۰۸′۲۴″شرقی / ۳۲٫۸۳۸۹°شمالی ۵۰٫۱۴۰۱°شرقی |        | ۳۷۸  |
| کماداغی                 | ۳۲°۵۷′۳۳″شمالی ۵۰°۱۴′۱۳″شرقی / ۳۲٫۹۵۹۱°شمالی ۵۰٫۲۳۷۰°شرقی |        | ۳۷۹  |
| کنده کوه                | ۳۲°۴۹′۳۶″شمالی ۵۰°۱۸′۰۰″شرقی / ۳۲٫۸۲۶۷°شمالی ۵۰٫۳۰۰۱°شرقی |        | ۳۸۰  |
| کوبه کش                 | ۳۲°۵۵′۱۵″شمالی ۵۰°۰۵′۴۵″شرقی / ۳۲٫۹۲۰۸°شمالی ۵۰٫۰۹۵۷°شرقی |        | ۳۸۱  |
| کوکب                    | ۳۲°۵۶′۴۱″شمالی ۴۹°۵۸′۱۹″شرقی / ۳۲٫۹۴۴۸°شمالی ۴۹٫۹۷۲۰°شرقی |        | ۳۸۲  |
| کیوارستان               | ۳۲°۴۰′۲۱″شمالی ۵۰°۰۶′۰۴″شرقی / ۳۲٫۶۷۲۴°شمالی ۵۰٫۱۰۱۲°شرقی |        | ۳۸۳  |
| گاوخفت                  | ۳۲°۴۲′۱۲″شمالی ۵۰°۱۲′۱۷″شرقی / ۳۲٫۷۰۳۴°شمالی ۵۰٫۲۰۴۶°شرقی |        | ۳۸۴  |
| گرتک                    | ۳۲°۴۰′۳۲″شمالی ۵۰°۰۳′۰۸″شرقی / ۳۲٫۶۷۵۵°شمالی ۵۰٫۰۵۲۳°شرقی |        | ۳۸۵  |
| گرملیچون                | ۳۳°۰۲′۰۶″شمالی ۴۹°۴۳′۰۴″شرقی / ۳۳٫۰۳۵۱°شمالی ۴۹٫۷۱۷۹°شرقی |        | ۳۸۶  |
| گریچه                   | ۳۳°۰۳′۵۱″شمالی ۴۹°۵۲′۳۴″شرقی / ۳۳٫۰۶۴۲°شمالی ۴۹٫۸۷۶۰°شرقی |        | ۳۸۷  |
| گریچه                   | ۳۳°۰۱′۴۸″شمالی ۴۹°۵۲′۳۲″شرقی / ۳۳٫۰۳۰۰°شمالی ۴۹٫۸۷۵۵°شرقی |        | ۳۸۸  |
| گریچه                   | ۳۳°۰۲′۵۰″شمالی ۴۹°۵۱′۰۵″شرقی / ۳۳٫۰۴۷۳°شمالی ۴۹٫۸۵۱۳°شرقی |        | ۳۸۹  |
| گلک                     | ۳۳°۰۲′۲۰″شمالی ۴۹°۴۵′۰۶″شرقی / ۳۳٫۰۳۸۸°شمالی ۴۹٫۷۵۱۶°شرقی |        | ۳۹۰  |
| گلواره                  | ۳۲°۵۱′۵۴″شمالی ۵۰°۱۵′۴۸″شرقی / ۳۲٫۸۶۵۰°شمالی ۵۰٫۲۶۳۲°شرقی |        | ۳۹۱  |
| گلیزه                   | ۳۲°۵۱′۰۴″شمالی ۴۹°۴۸′۵۵″شرقی / ۳۲٫۸۵۱۲°شمالی ۴۹٫۸۱۵۳°شرقی |        | ۳۹۲  |
| گنگ                     | ۳۲°۵۰′۲۳″شمالی ۴۹°۵۵′۴۸″شرقی / ۳۲٫۸۳۹۶°شمالی ۴۹٫۹۳۰۰°شرقی |        | ۳۹۳  |
| گورگانک                 | ۳۲°۳۸′۱۹″شمالی ۵۰°۱۱′۳۵″شرقی / ۳۲٫۶۳۸۶°شمالی ۵۰٫۱۹۳۰°شرقی |        | ۳۹۴  |
| گورگانک                 | ۳۲°۳۷′۵۳″شمالی ۵۰°۱۴′۰۷″شرقی / ۳۲٫۶۳۱۵°شمالی ۵۰٫۲۳۵۲°شرقی |        | ۳۹۵  |
| گورگانک                 | ۳۲°۳۷′۴۴″شمالی ۵۰°۱۵′۰۵″شرقی / ۳۲٫۶۲۹۰°شمالی ۵۰٫۲۵۱۵°شرقی |        | ۳۹۶  |
| گولونی                  | ۳۲°۴۴′۲۰″شمالی ۵۰°۰۹′۳۸″شرقی / ۳۲٫۷۳۸۸°شمالی ۵۰٫۱۶۰۶°شرقی |        | ۳۹۷  |
| لاابر                   | ۳۲°۵۴′۲۸″شمالی ۴۹°۵۱′۱۹″شرقی / ۳۲٫۹۰۷۷°شمالی ۴۹٫۸۵۵۴°شرقی |        | ۳۹۸  |
| لازرد                   | ۳۲°۵۱′۱۹″شمالی ۴۹°۵۳′۰۶″شرقی / ۳۲٫۸۵۵۳°شمالی ۴۹٫۸۸۵۱°شرقی |        | ۳۹۹  |
| لاشوم                   | ۳۲°۵۵′۰۵″شمالی ۴۹°۵۰′۰۶″شرقی / ۳۲٫۹۱۸۰°شمالی ۴۹٫۸۳۴۹°شرقی |        | ۴۰۰  |
| لمستان                  | ۳۳°۰۲′۴۶″شمالی ۴۹°۴۳′۳۰″شرقی / ۳۳٫۰۴۶۲°شمالی ۴۹٫۷۲۵۱°شرقی |        | ۴۰۱  |
| مارک                    | ۳۲°۵۶′۳۹″شمالی ۴۹°۴۸′۰۳″شرقی / ۳۲٫۹۴۴۱°شمالی ۴۹٫۸۰۰۷°شرقی |        | ۴۰۲  |
| ماماگلی                 | ۳۲°۵۶′۱۳″شمالی ۴۹°۵۸′۱۸″شرقی / ۳۲٫۹۳۷۰°شمالی ۴۹٫۹۷۱۶°شرقی |        | ۴۰۳  |
| مهدک                    | ۳۲°۵۰′۱۵″شمالی ۴۹°۵۲′۱۶″شرقی / ۳۲٫۸۳۷۵°شمالی ۴۹٫۸۷۱۲°شرقی |        | ۴۰۴  |
| مودود                   | ۳۲°۴۷′۴۵″شمالی ۵۰°۱۹′۰۹″شرقی / ۳۲٫۷۹۵۹°شمالی ۵۰٫۳۱۹۲°شرقی |        | ۴۰۵  |
| میر                     | ۳۳°۰۳′۰۶″شمالی ۴۹°۵۵′۰۳″شرقی / ۳۳٫۰۵۱۸°شمالی ۴۹٫۹۱۷۵°شرقی |        | ۴۰۶  |
| نرگوشه                  | ۳۲°۴۲′۴۷″شمالی ۵۰°۰۲′۱۴″شرقی / ۳۲٫۷۱۳۰°شمالی ۵۰٫۰۳۷۲°شرقی |        | ۴۰۷  |
| نوک بلند                | ۳۲°۵۸′۳۶″شمالی ۴۹°۵۵′۴۴″شرقی / ۳۲٫۹۷۶۶°شمالی ۴۹٫۹۲۸۹°شرقی |        | ۴۰۸  |
| هشتاد                   | ۳۳°۰۱′۴۳″شمالی ۴۹°۵۵′۴۲″شرقی / ۳۳٫۰۲۸۷°شمالی ۴۹٫۹۲۸۲°شرقی |        | ۴۰۹  |
| هشتاد                   | ۳۳°۰۰′۵۹″شمالی ۴۹°۵۷′۱۵″شرقی / ۳۳٫۰۱۶۳°شمالی ۴۹٫۹۵۴۳°شرقی |        | ۴۱۰  |
| هفدا                    | ۳۲°۴۲′۰۹″شمالی ۴۹°۵۴′۲۹″شرقی / ۳۲٫۷۰۲۵°شمالی ۴۹٫۹۰۸۰°شرقی |        | ۴۱۱  |
| وری                     | ۳۲°۴۴′۴۸″شمالی ۵۰°۰۳′۲۱″شرقی / ۳۲٫۷۴۶۶°شمالی ۵۰٫۰۵۵۷°شرقی |        | ۴۱۲  |
| ونیزان                  | ۳۲°۵۵′۰۰″شمالی ۴۹°۴۲′۳۷″شرقی / ۳۲٫۹۱۶۸°شمالی ۴۹٫۷۱۰۳°شرقی |        | ۴۱۳  |
| ونیزان                  | ۳۲°۵۴′۱۹″شمالی ۴۹°۴۵′۵۳″شرقی / ۳۲٫۹۰۵۴°شمالی ۴۹٫۷۶۴۸°شرقی |        | ۴۱۴  |
| یال گرسهراب             | ۳۳°۰۱′۲۱″شمالی ۴۹°۵۴′۲۱″شرقی / ۳۳٫۰۲۲۵°شمالی ۴۹٫۹۰۵۷°شرقی |        | ۴۱۵  |
| ابوجه                   | ۳۲°۴۳′۰۲″شمالی ۵۱°۲۴′۰۲″شرقی / ۳۲٫۷۱۷۱°شمالی ۵۱٫۴۰۰۶°شرقی |        | ۴۱۶  |
| ارچینی                  | ۳۳°۱۰′۱۳″شمالی ۵۱°۱۰′۲۳″شرقی / ۳۳٫۱۷۰۴°شمالی ۵۱٫۱۷۳۰°شرقی |        | ۴۱۷  |
| ارچینی                  | ۳۳°۱۰′۳۴″شمالی ۵۱°۰۹′۳۳″شرقی / ۳۳٫۱۷۶۱°شمالی ۵۱٫۱۵۹۱°شرقی |        | ۴۱۸  |
| آرن                     | ۳۲°۳۳′۱۹″شمالی ۵۱°۱۳′۲۲″شرقی / ۳۲٫۵۵۵۳°شمالی ۵۱٫۲۲۲۹°شرقی |        | ۴۱۹  |
| آغل خونی                | ۳۲°۴۵′۱۹″شمالی ۵۱°۲۰′۱۳″شرقی / ۳۲٫۷۵۵۴°شمالی ۵۱٫۳۳۶۹°شرقی |        | ۴۲۰  |
| آغل غلوم                | ۳۲°۵۹′۱۶″شمالی ۵۰°۵۱′۴۲″شرقی / ۳۲٫۹۸۷۸°شمالی ۵۰٫۸۶۱۶°شرقی |        | ۴۲۱  |
| اورموده                 | ۳۲°۴۴′۵۵″شمالی ۵۱°۲۴′۲۲″شرقی / ۳۲٫۷۴۸۷°شمالی ۵۱٫۴۰۶۱°شرقی |        | ۴۲۲  |
| باباپیر                 | ۳۳°۰۴′۱۲″شمالی ۵۰°۴۱′۱۹″شرقی / ۳۳٫۰۶۹۹°شمالی ۵۰٫۶۸۸۶°شرقی |        | ۴۲۳  |
| باغک اول                | ۳۲°۵۴′۲۹″شمالی ۵۱°۱۳′۴۴″شرقی / ۳۲٫۹۰۸۱°شمالی ۵۱٫۲۲۸۸°شرقی |        | ۴۲۴  |
| باغک سوم                | ۳۲°۵۴′۵۲″شمالی ۵۱°۱۱′۳۴″شرقی / ۳۲٫۹۱۴۴°شمالی ۵۱٫۱۹۲۹°شرقی |        | ۴۲۵  |
| باغک وسط                | ۳۲°۵۴′۴۸″شمالی ۵۱°۱۲′۵۰″شرقی / ۳۲٫۹۱۳۲°شمالی ۵۱٫۲۱۳۹°شرقی |        | ۴۲۶  |
| بلمچه                   | ۳۲°۴۱′۰۷″شمالی ۵۱°۱۸′۵۴″شرقی / ۳۲٫۶۸۵۴°شمالی ۵۱٫۳۱۴۹°شرقی |        | ۴۲۷  |
| بندجلوگیر               | ۳۳°۱۲′۵۰″شمالی ۵۰°۴۲′۳۸″شرقی / ۳۳٫۲۱۴۰°شمالی ۵۰٫۷۱۰۶°شرقی |        | ۴۲۸  |
| بیخه                    | ۳۳°۰۰′۱۵″شمالی ۵۰°۵۰′۰۴″شرقی / ۳۳٫۰۰۴۳°شمالی ۵۰٫۸۳۴۴°شرقی |        | ۴۲۹  |
| بیدک                    | ۳۲°۴۲′۱۵″شمالی ۵۱°۲۱′۱۰″شرقی / ۳۲٫۷۰۴۲°شمالی ۵۱٫۳۵۲۸°شرقی |        | ۴۳۰  |
| بیستم                   | ۳۲°۵۶′۵۷″شمالی ۵۰°۵۹′۳۰″شرقی / ۳۲٫۹۴۹۳°شمالی ۵۰٫۹۹۱۷°شرقی |        | ۴۳۱  |
| پازنان                  | ۳۲°۴۳′۳۱″شمالی ۵۱°۱۷′۱۸″شرقی / ۳۲٫۷۲۵۲°شمالی ۵۱٫۲۸۸۲°شرقی |        | ۴۳۲  |
| پلنگ                    | ۳۲°۳۱′۳۷″شمالی ۵۱°۱۶′۴۵″شرقی / ۳۲٫۵۲۷۰°شمالی ۵۱٫۲۷۹۳°شرقی |        | ۴۳۳  |
| پوزه آرچی               | ۳۲°۳۳′۰۰″شمالی ۵۱°۱۴′۱۳″شرقی / ۳۲٫۵۵۰۰°شمالی ۵۱٫۲۳۷۰°شرقی |        | ۴۳۴  |
| پوزه آرچی               | ۳۲°۳۳′۱۰″شمالی ۵۱°۱۵′۱۳″شرقی / ۳۲٫۵۵۲۷°شمالی ۵۱٫۲۵۳۷°شرقی |        | ۴۳۵  |
| پیرمراد                 | ۳۲°۴۲′۰۳″شمالی ۵۱°۱۸′۰۶″شرقی / ۳۲٫۷۰۰۸°شمالی ۵۱٫۳۰۱۶°شرقی |        | ۴۳۶  |
| تپه فقو                 | ۳۲°۵۹′۱۱″شمالی ۵۱°۱۲′۳۱″شرقی / ۳۲٫۹۸۶۴°شمالی ۵۱٫۲۰۸۶°شرقی |        | ۴۳۷  |
| تخت رستم                | ۳۲°۴۲′۰۱″شمالی ۵۱°۲۶′۴۲″شرقی / ۳۲٫۷۰۰۴°شمالی ۵۱٫۴۴۴۹°شرقی |        | ۴۳۸  |
| تخت میرزاحسن            | ۳۳°۰۴′۴۴″شمالی ۵۰°۳۷′۳۳″شرقی / ۳۳٫۰۷۸۹°شمالی ۵۰٫۶۲۵۸°شرقی |        | ۴۳۹  |
| تختی دره شور            | ۳۳°۱۳′۵۰″شمالی ۵۰°۴۵′۴۱″شرقی / ۳۳٫۲۳۰۶°شمالی ۵۰٫۷۶۱۳°شرقی |        | ۴۴۰  |
| تختی کونه بنو           | ۳۲°۵۹′۴۷″شمالی ۵۰°۵۰′۳۵″شرقی / ۳۲٫۹۹۶۴°شمالی ۵۰٫۸۴۳۱°شرقی |        | ۴۴۱  |
| تختی گداردروازه         | ۳۳°۰۸′۲۷″شمالی ۵۰°۵۹′۴۷″شرقی / ۳۳٫۱۴۰۷°شمالی ۵۰٫۹۹۶۵°شرقی |        | ۴۴۲  |
| تختیای بکش              | ۳۲°۵۴′۴۹″شمالی ۵۱°۰۵′۲۸″شرقی / ۳۲٫۹۱۳۶°شمالی ۵۱٫۰۹۱۲°شرقی |        | ۴۴۳  |
| تل دراز                 | ۳۳°۱۲′۰۶″شمالی ۵۰°۵۱′۵۷″شرقی / ۳۳٫۲۰۱۶°شمالی ۵۰٫۸۶۵۷°شرقی |        | ۴۴۴  |
| تل دراز                 | ۳۲°۵۸′۰۱″شمالی ۵۱°۰۷′۳۳″شرقی / ۳۲٫۹۶۷۰°شمالی ۵۱٫۱۲۵۸°شرقی |        | ۴۴۵  |
| تل دراز                 | ۳۲°۵۸′۰۰″شمالی ۵۱°۰۷′۰۰″شرقی / ۳۲٫۹۶۶۶°شمالی ۵۱٫۱۱۶۷°شرقی |        | ۴۴۶  |
| تل دوچاهی               | ۳۳°۱۲′۱۷″شمالی ۵۰°۵۴′۳۷″شرقی / ۳۳٫۲۰۴۶°شمالی ۵۰٫۹۱۰۴°شرقی |        | ۴۴۷  |
| تل سندلار               | ۳۳°۱۱′۰۹″شمالی ۵۰°۵۴′۳۳″شرقی / ۳۳٫۱۸۵۷°شمالی ۵۰٫۹۰۹۳°شرقی |        | ۴۴۸  |
| تل شورآب                | ۳۳°۱۱′۵۵″شمالی ۵۰°۴۹′۳۹″شرقی / ۳۳٫۱۹۸۷°شمالی ۵۰٫۸۲۷۵°شرقی |        | ۴۴۹  |
| تیرچه                   | ۳۳°۰۱′۵۱″شمالی ۵۱°۰۵′۴۷″شرقی / ۳۳٫۰۳۰۹°شمالی ۵۱٫۰۹۶۴°شرقی |        | ۴۵۰  |
| چاخ کفتار               | ۳۳°۰۵′۳۲″شمالی ۵۱°۰۸′۳۳″شرقی / ۳۳٫۰۹۲۲°شمالی ۵۱٫۱۴۲۶°شرقی |        | ۴۵۱  |
| چاه زرد                 | ۳۳°۱۰′۵۷″شمالی ۵۱°۰۹′۰۰″شرقی / ۳۳٫۱۸۲۴°شمالی ۵۱٫۱۵۰۱°شرقی |        | ۴۵۲  |
| چاه ملاحیدر             | ۳۳°۱۵′۵۹″شمالی ۵۰°۴۷′۵۵″شرقی / ۳۳٫۲۶۶۴°شمالی ۵۰٫۷۹۸۷°شرقی |        | ۴۵۳  |
| چغاگدار                 | ۳۳°۰۸′۳۷″شمالی ۵۰°۳۷′۴۹″شرقی / ۳۳٫۱۴۳۵°شمالی ۵۰٫۶۳۰۳°شرقی |        | ۴۵۴  |
| چکاب                    | ۳۲°۵۴′۰۲″شمالی ۵۱°۰۶′۱۷″شرقی / ۳۲٫۹۰۰۶°شمالی ۵۱٫۱۰۴۸°شرقی |        | ۴۵۵  |
| چهارکوه                 | ۳۳°۰۴′۵۳″شمالی ۵۱°۰۴′۴۲″شرقی / ۳۳٫۰۸۱۳°شمالی ۵۱٫۰۷۸۲°شرقی |        | ۴۵۶  |
| حاج میداقلی             | ۳۳°۱۱′۰۳″شمالی ۵۰°۴۲′۵۵″شرقی / ۳۳٫۱۸۴۳°شمالی ۵۰٫۷۱۵۳°شرقی |        | ۴۵۷  |
| خاکستری                 | ۳۲°۵۹′۰۹″شمالی ۵۱°۰۸′۵۷″شرقی / ۳۲٫۹۸۵۸°شمالی ۵۱٫۱۴۹۱°شرقی |        | ۴۵۸  |
| خرم                     | ۳۲°۴۴′۳۱″شمالی ۵۱°۲۲′۴۵″شرقی / ۳۲٫۷۴۱۹°شمالی ۵۱٫۳۷۹۲°شرقی |        | ۴۵۹  |
| خرم                     | ۳۲°۴۴′۴۹″شمالی ۵۱°۲۱′۵۱″شرقی / ۳۲٫۷۴۷۰°شمالی ۵۱٫۳۶۴۳°شرقی |        | ۴۶۰  |
| خشکه کوه                | ۳۲°۴۴′۳۶″شمالی ۵۱°۱۶′۱۶″شرقی / ۳۲٫۷۴۳۲°شمالی ۵۱٫۲۷۱۲°شرقی |        | ۴۶۱  |
| خشکه کوه                | ۳۲°۴۶′۰۴″شمالی ۵۱°۱۴′۴۱″شرقی / ۳۲٫۷۶۷۸°شمالی ۵۱٫۲۴۴۶°شرقی |        | ۴۶۲  |
| خشکه کوه                | ۳۲°۴۵′۴۰″شمالی ۵۱°۱۵′۳۳″شرقی / ۳۲٫۷۶۱۰°شمالی ۵۱٫۲۵۹۱°شرقی |        | ۴۶۳  |
| خونی                    | ۳۲°۵۵′۴۵″شمالی ۵۱°۰۱′۵۴″شرقی / ۳۲٫۹۲۹۱°شمالی ۵۱٫۰۳۱۶°شرقی |        | ۴۶۴  |
| درازی                   | ۳۲°۳۵′۵۴″شمالی ۵۱°۱۴′۱۹″شرقی / ۳۲٫۵۹۸۲°شمالی ۵۱٫۲۳۸۶°شرقی |        | ۴۶۵  |
| درنیو                   | ۳۳°۰۷′۱۷″شمالی ۵۰°۵۴′۵۳″شرقی / ۳۳٫۱۲۱۳°شمالی ۵۰٫۹۱۴۶°شرقی |        | ۴۶۶  |
| دره پلنگی               | ۳۳°۱۶′۰۹″شمالی ۵۰°۴۶′۲۴″شرقی / ۳۳٫۲۶۹۲°شمالی ۵۰٫۷۷۳۳°شرقی |        | ۴۶۷  |
| دره شتر                 | ۳۳°۱۴′۵۹″شمالی ۵۰°۵۱′۲۷″شرقی / ۳۳٫۲۴۹۷°شمالی ۵۰٫۸۵۷۶°شرقی |        | ۴۶۸  |
| دره شتر                 | ۳۳°۱۵′۱۳″شمالی ۵۰°۵۰′۴۹″شرقی / ۳۳٫۲۵۳۷°شمالی ۵۰٫۸۴۷۰°شرقی |        | ۴۶۹  |
| دره کنده                | ۳۳°۱۵′۵۵″شمالی ۵۰°۴۹′۳۹″شرقی / ۳۳٫۲۶۵۴°شمالی ۵۰٫۸۲۷۶°شرقی |        | ۴۷۰  |
| دماغ سنگ تاوه           | ۳۳°۱۰′۰۳″شمالی ۵۰°۵۷′۰۳″شرقی / ۳۳٫۱۶۷۴°شمالی ۵۰٫۹۵۰۸°شرقی |        | ۴۷۱  |
| دماغه راه دار           | ۳۳°۱۰′۵۷″شمالی ۵۰°۴۷′۱۲″شرقی / ۳۳٫۱۸۲۶°شمالی ۵۰٫۷۸۶۶°شرقی |        | ۴۷۲  |
| دماغه عباسقلی           | ۳۲°۵۴′۲۴″شمالی ۵۱°۰۱′۰۶″شرقی / ۳۲٫۹۰۶۷°شمالی ۵۱٫۰۱۸۴°شرقی |        | ۴۷۳  |
| دماغه کارتکی            | ۳۲°۵۲′۴۵″شمالی ۵۱°۰۴′۱۳″شرقی / ۳۲٫۸۷۹۳°شمالی ۵۱٫۰۷۰۲°شرقی |        | ۴۷۴  |
| دمب زرد                 | ۳۲°۵۰′۴۹″شمالی ۵۱°۱۵′۲۵″شرقی / ۳۲٫۸۴۷۰°شمالی ۵۱٫۲۵۶۹°شرقی |        | ۴۷۵  |
| دهق                     | ۳۳°۰۶′۲۷″شمالی ۵۱°۰۰′۴۸″شرقی / ۳۳٫۱۰۷۶°شمالی ۵۱٫۰۱۳۴°شرقی |        | ۴۷۶  |
| دهق                     | ۳۳°۰۷′۳۴″شمالی ۵۰°۵۹′۴۸″شرقی / ۳۳٫۱۲۶۱°شمالی ۵۰٫۹۹۶۸°شرقی |        | ۴۷۷  |
| دهق                     | ۳۳°۰۷′۰۰″شمالی ۵۰°۵۹′۱۹″شرقی / ۳۳٫۱۱۶۸°شمالی ۵۰٫۹۸۸۷°شرقی |        | ۴۷۸  |
| دهه                     | ۳۳°۰۹′۲۶″شمالی ۵۰°۵۹′۴۷″شرقی / ۳۳٫۱۵۷۱°شمالی ۵۰٫۹۹۶۳°شرقی |        | ۴۷۹  |
| دوتلی                   | ۳۳°۰۶′۲۱″شمالی ۵۰°۴۹′۰۳″شرقی / ۳۳٫۱۰۵۹°شمالی ۵۰٫۸۱۷۶°شرقی |        | ۴۸۰  |
| دوتو                    | ۳۳°۰۲′۱۸″شمالی ۵۰°۴۲′۵۲″شرقی / ۳۳٫۰۳۸۴°شمالی ۵۰٫۷۱۴۴°شرقی |        | ۴۸۱  |
| دوزخ دره                | ۳۳°۱۵′۴۲″شمالی ۵۰°۴۸′۵۴″شرقی / ۳۳٫۲۶۱۶°شمالی ۵۰٫۸۱۴۹°شرقی |        | ۴۸۲  |
| دوقوزی                  | ۳۳°۰۲′۰۲″شمالی ۵۰°۴۷′۴۰″شرقی / ۳۳٫۰۳۴۰°شمالی ۵۰٫۷۹۴۵°شرقی |        | ۴۸۳  |
| دولای سول               | ۳۲°۵۶′۳۶″شمالی ۵۱°۰۲′۴۵″شرقی / ۳۲٫۹۴۳۴°شمالی ۵۱٫۰۴۵۹°شرقی |        | ۴۸۴  |
| رپی                     | ۳۳°۰۵′۵۹″شمالی ۵۰°۵۱′۳۲″شرقی / ۳۳٫۰۹۹۷°شمالی ۵۰٫۸۵۹۰°شرقی |        | ۴۸۵  |
| رگی                     | ۳۲°۴۴′۰۰″شمالی ۵۱°۲۱′۲۰″شرقی / ۳۲٫۷۳۳۳°شمالی ۵۱٫۳۵۵۶°شرقی |        | ۴۸۶  |
| زردبلند                 | ۳۳°۱۰′۵۲″شمالی ۵۱°۰۸′۰۱″شرقی / ۳۳٫۱۸۱۲°شمالی ۵۱٫۱۳۳۵°شرقی |        | ۴۸۷  |
| زردبلند                 | ۳۳°۱۰′۳۰″شمالی ۵۱°۰۶′۲۸″شرقی / ۳۳٫۱۷۵۱°شمالی ۵۱٫۱۰۷۸°شرقی |        | ۴۸۸  |
| زردبلند                 | ۳۳°۱۰′۲۹″شمالی ۵۱°۰۶′۰۵″شرقی / ۳۳٫۱۷۴۶°شمالی ۵۱٫۱۰۱۳°شرقی |        | ۴۸۹  |
| زردطلایی                | ۳۳°۰۸′۱۷″شمالی ۵۱°۰۱′۵۱″شرقی / ۳۳٫۱۳۸۰°شمالی ۵۱٫۰۳۰۹°شرقی |        | ۴۹۰  |
| زردطلایی                | ۳۳°۰۸′۱۳″شمالی ۵۱°۰۱′۲۸″شرقی / ۳۳٫۱۳۷۰°شمالی ۵۱٫۰۲۴۴°شرقی |        | ۴۹۱  |
| زردمنه شمس              | ۳۳°۰۶′۱۵″شمالی ۵۱°۰۷′۳۵″شرقی / ۳۳٫۱۰۴۳°شمالی ۵۱٫۱۲۶۳°شرقی |        | ۴۹۲  |
| زردمنه شمس              | ۳۳°۰۶′۳۴″شمالی ۵۱°۰۶′۱۷″شرقی / ۳۳٫۱۰۹۴°شمالی ۵۱٫۱۰۴۸°شرقی |        | ۴۹۳  |
| زنگاری                  | ۳۲°۵۴′۲۰″شمالی ۵۱°۰۴′۴۰″شرقی / ۳۲٫۹۰۵۶°شمالی ۵۱٫۰۷۷۸°شرقی |        | ۴۹۴  |
| زنگالو                  | ۳۳°۰۳′۵۷″شمالی ۵۱°۰۸′۲۹″شرقی / ۳۳٫۰۶۵۸°شمالی ۵۱٫۱۴۱۴°شرقی |        | ۴۹۵  |
| سارو                    | ۳۲°۵۴′۳۸″شمالی ۵۱°۱۰′۳۴″شرقی / ۳۲٫۹۱۰۵°شمالی ۵۱٫۱۷۶۱°شرقی |        | ۴۹۶  |
| سارو                    | ۳۲°۵۳′۵۳″شمالی ۵۱°۱۰′۵۰″شرقی / ۳۲٫۸۹۸۱°شمالی ۵۱٫۱۸۰۵°شرقی |        | ۴۹۷  |
| سخت عباس                | ۳۲°۳۹′۵۴″شمالی ۵۱°۲۱′۰۵″شرقی / ۳۲٫۶۶۴۹°شمالی ۵۱٫۳۵۱۴°شرقی |        | ۴۹۸  |
| سرخ                     | ۳۳°۱۲′۰۳″شمالی ۵۰°۴۴′۵۹″شرقی / ۳۳٫۲۰۰۷°شمالی ۵۰٫۷۴۹۸°شرقی |        | ۴۹۹  |
| سرخ کوچک                | ۳۲°۳۱′۵۷″شمالی ۵۱°۱۲′۱۳″شرقی / ۳۲٫۵۳۲۴°شمالی ۵۱٫۲۰۳۶°شرقی |        | ۵۰۰  |
| سعید                    | ۳۳°۰۳′۳۰″شمالی ۵۰°۴۲′۲۲″شرقی / ۳۳٫۰۵۸۳°شمالی ۵۰٫۷۰۶۲°شرقی |        | ۵۰۱  |
| سفید                    | ۳۲°۵۲′۱۹″شمالی ۵۱°۰۶′۱۸″شرقی / ۳۲٫۸۷۲۰°شمالی ۵۱٫۱۰۵۰°شرقی |        | ۵۰۲  |
| سفیدجازی                | ۳۳°۱۷′۵۲″شمالی ۵۰°۴۴′۵۰″شرقی / ۳۳٫۲۹۷۷°شمالی ۵۰٫۷۴۷۱°شرقی |        | ۵۰۳  |
| سفیدجازی                | ۳۳°۱۷′۲۸″شمالی ۵۰°۴۶′۳۰″شرقی / ۳۳٫۲۹۱۲°شمالی ۵۰٫۷۷۵۰°شرقی |        | ۵۰۴  |
| سفیدجازی                | ۳۳°۱۷′۴۳″شمالی ۵۰°۴۵′۴۶″شرقی / ۳۳٫۲۹۵۳°شمالی ۵۰٫۷۶۲۸°شرقی |        | ۵۰۵  |
| سفیده                   | ۳۳°۰۱′۲۰″شمالی ۵۰°۴۶′۲۶″شرقی / ۳۳٫۰۲۲۳°شمالی ۵۰٫۷۷۴۰°شرقی |        | ۵۰۶  |
| سنگ سوراخ               | ۳۲°۵۳′۲۰″شمالی ۵۱°۱۱′۴۰″شرقی / ۳۲٫۸۸۸۸°شمالی ۵۱٫۱۹۴۵°شرقی |        | ۵۰۷  |
| سه کوه                  | ۳۳°۱۶′۵۴″شمالی ۵۰°۴۶′۴۸″شرقی / ۳۳٫۲۸۱۶°شمالی ۵۰٫۷۸۰۰°شرقی |        | ۵۰۸  |
| سوخته                   | ۳۲°۵۵′۰۸″شمالی ۵۱°۰۸′۳۳″شرقی / ۳۲٫۹۱۸۹°شمالی ۵۱٫۱۴۲۴°شرقی |        | ۵۰۹  |
| سورچی                   | ۳۲°۵۹′۴۸″شمالی ۵۱°۱۳′۵۸″شرقی / ۳۲٫۹۹۶۶°شمالی ۵۱٫۲۳۲۹°شرقی |        | ۵۱۰  |
| سوردمبه                 | ۳۳°۱۵′۳۲″شمالی ۵۰°۵۱′۳۷″شرقی / ۳۳٫۲۵۸۹°شمالی ۵۰٫۸۶۰۲°شرقی |        | ۵۱۱  |
| سورمه                   | ۳۲°۴۳′۵۳″شمالی ۵۱°۱۳′۳۷″شرقی / ۳۲٫۷۳۱۴°شمالی ۵۱٫۲۲۶۹°شرقی |        | ۵۱۲  |
| سورمه                   | ۳۲°۴۳′۳۲″شمالی ۵۱°۱۵′۲۶″شرقی / ۳۲٫۷۲۵۶°شمالی ۵۱٫۲۵۷۳°شرقی |        | ۵۱۳  |
| سورمه                   | ۳۲°۴۲′۴۱″شمالی ۵۱°۱۶′۲۷″شرقی / ۳۲٫۷۱۱۵°شمالی ۵۱٫۲۷۴۳°شرقی |        | ۵۱۴  |
| سورمه                   | ۳۲°۴۱′۴۵″شمالی ۵۱°۱۷′۳۱″شرقی / ۳۲٫۶۹۵۷°شمالی ۵۱٫۲۹۲۰°شرقی |        | ۵۱۵  |
| سورمه                   | ۳۲°۴۱′۰۴″شمالی ۵۱°۱۷′۵۹″شرقی / ۳۲٫۶۸۴۴°شمالی ۵۱٫۲۹۹۷°شرقی |        | ۵۱۶  |
| سوری                    | ۳۲°۵۲′۵۱″شمالی ۵۱°۰۵′۰۵″شرقی / ۳۲٫۸۸۰۸°شمالی ۵۱٫۰۸۴۶°شرقی |        | ۵۱۷  |
| سیاه                    | ۳۳°۰۶′۰۰″شمالی ۵۱°۰۰′۱۱″شرقی / ۳۳٫۰۹۹۹°شمالی ۵۱٫۰۰۳۰°شرقی |        | ۵۱۸  |
| سیاه کوه                | ۳۲°۴۴′۵۵″شمالی ۵۱°۱۸′۴۵″شرقی / ۳۲٫۷۴۸۷°شمالی ۵۱٫۳۱۲۵°شرقی |        | ۵۱۹  |
| سیاه کوه                | ۳۲°۴۶′۱۱″شمالی ۵۱°۱۸′۱۶″شرقی / ۳۲٫۷۶۹۶°شمالی ۵۱٫۳۰۴۵°شرقی |        | ۵۲۰  |
| سیاوون                  | ۳۲°۵۸′۰۴″شمالی ۵۱°۰۱′۵۳″شرقی / ۳۲٫۹۶۷۷°شمالی ۵۱٫۰۳۱۴°شرقی |        | ۵۲۱  |
| سیاوون عموکریم          | ۳۲°۵۷′۱۴″شمالی ۵۱°۰۰′۴۱″شرقی / ۳۲٫۹۵۴۰°شمالی ۵۱٫۰۱۱۳°شرقی |        | ۵۲۲  |
| سینه خش سفید            | ۳۲°۳۰′۵۵″شمالی ۵۱°۱۳′۳۲″شرقی / ۳۲٫۵۱۵۲°شمالی ۵۱٫۲۲۵۵°شرقی |        | ۵۲۳  |
| سینه کنده               | ۳۳°۱۰′۵۶″شمالی ۵۰°۴۶′۳۵″شرقی / ۳۳٫۱۸۲۲°شمالی ۵۰٫۷۷۶۳°شرقی |        | ۵۲۴  |
| شادون                   | ۳۲°۴۱′۳۶″شمالی ۵۱°۱۴′۳۲″شرقی / ۳۲٫۶۹۳۴°شمالی ۵۱٫۲۴۲۳°شرقی |        | ۵۲۵  |
| شامور                   | ۳۲°۵۳′۳۹″شمالی ۵۱°۱۴′۴۵″شرقی / ۳۲٫۸۹۴۳°شمالی ۵۱٫۲۴۵۷°شرقی |        | ۵۲۶  |
| شغالی                   | ۳۳°۰۲′۳۳″شمالی ۵۰°۴۶′۴۴″شرقی / ۳۳٫۰۴۲۵°شمالی ۵۰٫۷۷۸۸°شرقی |        | ۵۲۷  |
| شغالی                   | ۳۲°۳۹′۳۰″شمالی ۵۱°۲۲′۵۴″شرقی / ۳۲٫۶۵۸۴°شمالی ۵۱٫۳۸۱۶°شرقی |        | ۵۲۸  |
| شهلا                    | ۳۳°۰۴′۴۶″شمالی ۵۱°۰۹′۲۸″شرقی / ۳۳٫۰۷۹۴°شمالی ۵۱٫۱۵۷۷°شرقی |        | ۵۲۹  |
| طوقی                    | ۳۲°۵۵′۳۹″شمالی ۵۱°۰۴′۵۷″شرقی / ۳۲٫۹۲۷۶°شمالی ۵۱٫۰۸۲۶°شرقی |        | ۵۳۰  |
| علی سیاه                | ۳۳°۰۱′۵۹″شمالی ۵۰°۴۵′۵۶″شرقی / ۳۳٫۰۳۳۱°شمالی ۵۰٫۷۶۵۶°شرقی |        | ۵۳۱  |
| عمرکوه                  | ۳۲°۵۹′۱۱″شمالی ۵۱°۱۱′۲۹″شرقی / ۳۲٫۹۸۶۵°شمالی ۵۱٫۱۹۱۴°شرقی |        | ۵۳۲  |
| عمرکوه                  | ۳۲°۵۸′۵۳″شمالی ۵۱°۱۳′۲۰″شرقی / ۳۲٫۹۸۱۵°شمالی ۵۱٫۲۲۲۱°شرقی |        | ۵۳۳  |
| عمری                    | ۳۳°۰۳′۱۸″شمالی ۵۱°۱۴′۱۸″شرقی / ۳۳٫۰۵۵۰°شمالی ۵۱٫۲۳۸۲°شرقی |        | ۵۳۴  |
| غارحسن دزد              | ۳۲°۴۱′۲۴″شمالی ۵۱°۲۱′۳۸″شرقی / ۳۲٫۶۹۰۰°شمالی ۵۱٫۳۶۰۶°شرقی |        | ۵۳۵  |
| غارکفتاری               | ۳۲°۳۹′۵۹″شمالی ۵۱°۲۲′۳۹″شرقی / ۳۲٫۶۶۶۴°شمالی ۵۱٫۳۷۷۴°شرقی |        | ۵۳۶  |
| غدیر                    | ۳۲°۳۴′۳۳″شمالی ۵۱°۱۲′۵۴″شرقی / ۳۲٫۵۷۵۷°شمالی ۵۱٫۲۱۵۰°شرقی |        | ۵۳۷  |
| فقو                     | ۳۳°۰۰′۰۹″شمالی ۵۱°۱۴′۱۸″شرقی / ۳۳٫۰۰۲۵°شمالی ۵۱٫۲۳۸۴°شرقی |        | ۵۳۸  |
| فقو                     | ۳۳°۰۵′۱۲″شمالی ۵۱°۰۱′۵۸″شرقی / ۳۳٫۰۸۶۷°شمالی ۵۱٫۰۳۲۸°شرقی |        | ۵۳۹  |
| قادرخانی                | ۳۲°۵۶′۲۸″شمالی ۵۱°۰۱′۰۴″شرقی / ۳۲٫۹۴۱۱°شمالی ۵۱٫۰۱۷۷°شرقی |        | ۵۴۰  |
| قارابک                  | ۳۲°۵۴′۵۳″شمالی ۵۱°۰۶′۲۰″شرقی / ۳۲٫۹۱۴۷°شمالی ۵۱٫۱۰۵۶°شرقی |        | ۵۴۱  |
| قشلاق                   | ۳۲°۵۲′۰۶″شمالی ۵۱°۱۱′۳۶″شرقی / ۳۲٫۸۶۸۳°شمالی ۵۱٫۱۹۳۲°شرقی |        | ۵۴۲  |
| قله                     | ۳۳°۰۰′۳۲″شمالی ۵۱°۱۰′۰۳″شرقی / ۳۳٫۰۰۸۹°شمالی ۵۱٫۱۶۷۶°شرقی |        | ۵۴۳  |
| قوزی                    | ۳۲°۵۵′۰۴″شمالی ۵۱°۰۰′۵۰″شرقی / ۳۲٫۹۱۷۹°شمالی ۵۱٫۰۱۳۹°شرقی |        | ۵۴۴  |
| قیقوم                   | ۳۳°۰۹′۰۱″شمالی ۵۱°۰۰′۲۸″شرقی / ۳۳٫۱۵۰۴°شمالی ۵۱٫۰۰۷۸°شرقی |        | ۵۴۵  |
| کاسه کم                 | ۳۲°۴۲′۴۱″شمالی ۵۱°۲۲′۴۷″شرقی / ۳۲٫۷۱۱۴°شمالی ۵۱٫۳۷۹۷°شرقی |        | ۵۴۶  |
| کاسه کم                 | ۳۲°۴۲′۳۹″شمالی ۵۱°۲۱′۴۶″شرقی / ۳۲٫۷۱۰۹°شمالی ۵۱٫۳۶۲۸°شرقی |        | ۵۴۷  |
| کاسه کوپ                | ۳۳°۰۲′۵۲″شمالی ۵۱°۰۹′۵۴″شرقی / ۳۳٫۰۴۷۹°شمالی ۵۱٫۱۶۵۱°شرقی |        | ۵۴۸  |
| کرالیاس                 | ۳۲°۵۱′۱۰″شمالی ۵۱°۱۳′۴۱″شرقی / ۳۲٫۸۵۲۷°شمالی ۵۱٫۲۲۸۰°شرقی |        | ۵۴۹  |
| کردون                   | ۳۳°۰۷′۰۴″شمالی ۵۱°۰۱′۵۸″شرقی / ۳۳٫۱۱۷۸°شمالی ۵۱٫۰۳۲۹°شرقی |        | ۵۵۰  |
| کلاه قاضی               | ۳۲°۳۶′۰۹″شمالی ۵۱°۱۵′۰۴″شرقی / ۳۲٫۶۰۲۴°شمالی ۵۱٫۲۵۱۱°شرقی |        | ۵۵۱  |
| کلمبه استادخدابخش       | ۳۳°۱۴′۱۰″شمالی ۵۰°۴۵′۵۳″شرقی / ۳۳٫۲۳۶۲°شمالی ۵۰٫۷۶۴۶°شرقی |        | ۵۵۲  |
| کلمبه چاه لر            | ۳۳°۱۳′۵۶″شمالی ۵۰°۴۳′۴۵″شرقی / ۳۳٫۲۳۲۱°شمالی ۵۰٫۷۲۹۱°شرقی |        | ۵۵۳  |
| کلمبه چشمه تیزولی       | ۳۳°۱۴′۳۳″شمالی ۵۰°۴۶′۱۵″شرقی / ۳۳٫۲۴۲۶°شمالی ۵۰٫۷۷۰۹°شرقی |        | ۵۵۴  |
| کلمبه دره خوانساری      | ۳۳°۱۴′۲۸″شمالی ۵۰°۴۴′۳۹″شرقی / ۳۳٫۲۴۱۱°شمالی ۵۰٫۷۴۴۳°شرقی |        | ۵۵۵  |
| کلمبه دره خوانساری      | ۳۳°۱۴′۴۵″شمالی ۵۰°۴۵′۲۱″شرقی / ۳۳٫۲۴۵۹°شمالی ۵۰٫۷۵۵۹°شرقی |        | ۵۵۶  |
| کلمبه سنگ               | ۳۳°۱۳′۳۴″شمالی ۵۰°۴۵′۴۲″شرقی / ۳۳٫۲۲۶۲°شمالی ۵۰٫۷۶۱۷°شرقی |        | ۵۵۷  |
| کلمبه‌های جلوگیر         | ۳۳°۱۲′۵۸″شمالی ۵۰°۴۴′۳۰″شرقی / ۳۳٫۲۱۶۲°شمالی ۵۰٫۷۴۱۷°شرقی |        | ۵۵۸  |
| کلمبه‌های جلوگیر         | ۳۳°۱۲′۵۰″شمالی ۵۰°۴۵′۰۳″شرقی / ۳۳٫۲۱۳۹°شمالی ۵۰٫۷۵۰۷°شرقی |        | ۵۵۹  |
| کلمبه‌های چال نی کوه     | ۳۳°۱۱′۵۰″شمالی ۵۰°۴۵′۱۵″شرقی / ۳۳٫۱۹۷۲°شمالی ۵۰٫۷۵۴۲°شرقی |        | ۵۶۰  |
| کلمبه‌های چال نی کوه سرخ | ۳۳°۱۲′۰۴″شمالی ۵۰°۴۴′۴۴″شرقی / ۳۳٫۲۰۱۱°شمالی ۵۰٫۷۴۵۵°شرقی |        | ۵۶۱  |
| کله بزی                 | ۳۲°۵۳′۲۷″شمالی ۵۱°۱۲′۳۰″شرقی / ۳۲٫۸۹۰۹°شمالی ۵۱٫۲۰۸۴°شرقی |        | ۵۶۲  |
| کله قاضی                | ۳۳°۰۵′۵۲″شمالی ۵۱°۰۱′۲۴″شرقی / ۳۳٫۰۹۷۸°شمالی ۵۱٫۰۲۳۴°شرقی |        | ۵۶۳  |
| کلوک                    | ۳۳°۰۱′۲۳″شمالی ۵۱°۱۰′۰۲″شرقی / ۳۳٫۰۲۳۱°شمالی ۵۱٫۱۶۷۳°شرقی |        | ۵۶۴  |
| کمرپهن                  | ۳۲°۵۷′۱۳″شمالی ۵۱°۱۲′۲۱″شرقی / ۳۲٫۹۵۳۶°شمالی ۵۱٫۲۰۵۷°شرقی |        | ۵۶۵  |
| کمرپهن                  | ۳۲°۵۲′۱۳″شمالی ۵۱°۰۷′۵۴″شرقی / ۳۲٫۸۷۰۳°شمالی ۵۱٫۱۳۱۶°شرقی |        | ۵۶۶  |
| کمرپهن                  | ۳۲°۴۶′۱۸″شمالی ۵۱°۱۶′۲۵″شرقی / ۳۲٫۷۷۱۸°شمالی ۵۱٫۲۷۳۶°شرقی |        | ۵۶۷  |
| کمرتیز                  | ۳۲°۵۷′۴۶″شمالی ۵۱°۱۰′۴۹″شرقی / ۳۲٫۹۶۲۷°شمالی ۵۱٫۱۸۰۳°شرقی |        | ۵۶۸  |
| کونه ونفت               | ۳۳°۰۰′۴۹″شمالی ۵۰°۴۹′۱۰″شرقی / ۳۳٫۰۱۳۷°شمالی ۵۰٫۸۱۹۵°شرقی |        | ۵۶۹  |
| گدارجون                 | ۳۲°۵۲′۴۵″شمالی ۵۱°۰۵′۴۹″شرقی / ۳۲٫۸۷۹۱°شمالی ۵۱٫۰۹۷۰°شرقی |        | ۵۷۰  |
| گدارقارابک              | ۳۲°۵۵′۲۷″شمالی ۵۱°۰۵′۴۳″شرقی / ۳۲٫۹۲۴۱°شمالی ۵۱٫۰۹۵۳°شرقی |        | ۵۷۱  |
| گدارمیش                 | ۳۳°۱۱′۲۰″شمالی ۵۰°۴۵′۴۴″شرقی / ۳۳٫۱۸۸۹°شمالی ۵۰٫۷۶۲۳°شرقی |        | ۵۷۲  |
| گدارنزمه                | ۳۳°۱۵′۰۹″شمالی ۵۰°۴۶′۵۴″شرقی / ۳۳٫۲۵۲۵°شمالی ۵۰٫۷۸۱۶°شرقی |        | ۵۷۳  |
| گری                     | ۳۲°۳۵′۱۸″شمالی ۵۱°۱۶′۲۱″شرقی / ۳۲٫۵۸۸۳°شمالی ۵۱٫۲۷۲۶°شرقی |        | ۵۷۴  |
| گنشصت                   | ۳۲°۴۴′۳۶″شمالی ۵۱°۲۰′۴۵″شرقی / ۳۲٫۷۴۳۳°شمالی ۵۱٫۳۴۵۷°شرقی |        | ۵۷۵  |
| لابلا                   | ۳۲°۴۸′۰۱″شمالی ۵۱°۱۴′۱۴″شرقی / ۳۲٫۸۰۰۳°شمالی ۵۱٫۲۳۷۲°شرقی |        | ۵۷۶  |
| لابلا                   | ۳۲°۴۷′۰۹″شمالی ۵۱°۱۵′۰۸″شرقی / ۳۲٫۷۸۵۹°شمالی ۵۱٫۲۵۲۲°شرقی |        | ۵۷۷  |
| لافرح                   | ۳۳°۰۵′۵۷″شمالی ۵۰°۵۶′۲۸″شرقی / ۳۳٫۰۹۹۲°شمالی ۵۰٫۹۴۱۱°شرقی |        | ۵۷۸  |
| لجندر                   | ۳۳°۰۷′۳۶″شمالی ۵۰°۵۵′۴۷″شرقی / ۳۳٫۱۲۶۸°شمالی ۵۰٫۹۲۹۶°شرقی |        | ۵۷۹  |
| لنگ زرد                 | ۳۲°۴۴′۳۹″شمالی ۵۱°۱۹′۴۹″شرقی / ۳۲٫۷۴۴۳°شمالی ۵۱٫۳۳۰۴°شرقی |        | ۵۸۰  |
| ماه بلند                | ۳۳°۰۵′۵۷″شمالی ۵۰°۴۸′۴۱″شرقی / ۳۳٫۰۹۹۳°شمالی ۵۰٫۸۱۱۴°شرقی |        | ۵۸۱  |
| ماهور                   | ۳۲°۵۸′۱۵″شمالی ۵۱°۰۳′۱۷″شرقی / ۳۲٫۹۷۰۹°شمالی ۵۱٫۰۵۴۸°شرقی |        | ۵۸۲  |
| ماهورسبزبزرگ            | ۳۳°۱۶′۳۲″شمالی ۵۰°۴۷′۵۹″شرقی / ۳۳٫۲۷۵۶°شمالی ۵۰٫۷۹۹۷°شرقی |        | ۵۸۳  |
| مراد                    | ۳۲°۵۸′۴۱″شمالی ۵۱°۰۳′۱۰″شرقی / ۳۲٫۹۷۸۰°شمالی ۵۱٫۰۵۲۷°شرقی |        | ۵۸۴  |
| مورزردها                | ۳۳°۱۱′۳۷″شمالی ۵۰°۴۴′۴۰″شرقی / ۳۳٫۱۹۳۷°شمالی ۵۰٫۷۴۴۴°شرقی |        | ۵۸۵  |
| مورسبز                  | ۳۳°۱۱′۱۰″شمالی ۵۰°۳۹′۲۲″شرقی / ۳۳٫۱۸۶۱°شمالی ۵۰٫۶۵۶۰°شرقی |        | ۵۸۶  |
| مورشورآب                | ۳۳°۱۱′۴۲″شمالی ۵۰°۴۷′۵۵″شرقی / ۳۳٫۱۹۵۰°شمالی ۵۰٫۷۹۸۶°شرقی |        | ۵۸۷  |
| مورشورآب                | ۳۳°۱۲′۲۳″شمالی ۵۰°۴۸′۴۹″شرقی / ۳۳٫۲۰۶۳°شمالی ۵۰٫۸۱۳۷°شرقی |        | ۵۸۸  |
| مورشورآب                | ۳۳°۱۳′۲۷″شمالی ۵۰°۴۷′۳۸″شرقی / ۳۳٫۲۲۴۲°شمالی ۵۰٫۷۹۳۸°شرقی |        | ۵۸۹  |
| مورشورآب                | ۳۳°۱۴′۳۶″شمالی ۵۰°۴۷′۱۱″شرقی / ۳۳٫۲۴۳۲°شمالی ۵۰٫۷۸۶۳°شرقی |        | ۵۹۰  |
| موستان                  | ۳۲°۵۶′۱۲″شمالی ۵۱°۰۵′۵۰″شرقی / ۳۲٫۹۳۶۶°شمالی ۵۱٫۰۹۷۱°شرقی |        | ۵۹۱  |
| میان کوه                | ۳۳°۱۳′۴۳″شمالی ۵۱°۱۰′۰۴″شرقی / ۳۳٫۲۲۸۵°شمالی ۵۱٫۱۶۷۷°شرقی |        | ۵۹۲  |
| نساتین                  | ۳۲°۵۷′۱۸″شمالی ۵۱°۰۲′۱۲″شرقی / ۳۲٫۹۵۵۰°شمالی ۵۱٫۰۳۶۷°شرقی |        | ۵۹۳  |
| نوک میرزایی             | ۳۳°۱۲′۰۰″شمالی ۵۰°۴۳′۰۴″شرقی / ۳۳٫۲۰۰۰°شمالی ۵۰٫۷۱۷۸°شرقی |        | ۵۹۴  |
| نوکی                    | ۳۲°۴۰′۰۸″شمالی ۵۱°۲۱′۴۰″شرقی / ۳۲٫۶۶۸۸°شمالی ۵۱٫۳۶۱۲°شرقی |        | ۵۹۵  |
| نیش کوچه                | ۳۳°۰۱′۴۳″شمالی ۵۱°۰۸′۲۱″شرقی / ۳۳٫۰۲۸۷°شمالی ۵۱٫۱۳۹۱°شرقی |        | ۵۹۶  |
| هاروه                   | ۳۳°۱۶′۲۸″شمالی ۵۰°۵۱′۱۱″شرقی / ۳۳٫۲۷۴۴°شمالی ۵۰٫۸۵۳۰°شرقی |        | ۵۹۷  |
| هاروه                   | ۳۳°۱۶′۰۵″شمالی ۵۰°۵۰′۵۲″شرقی / ۳۳٫۲۶۸۱°شمالی ۵۰٫۸۴۷۸°شرقی |        | ۵۹۸  |
| هاروئه                  | ۳۳°۱۳′۳۹″شمالی ۵۰°۵۴′۳۱″شرقی / ۳۳٫۲۲۷۶°شمالی ۵۰٫۹۰۸۶°شرقی |        | ۵۹۹  |
| هزارمنی                 | ۳۲°۵۶′۱۹″شمالی ۵۱°۱۲′۰۰″شرقی / ۳۲٫۹۳۸۷°شمالی ۵۱٫۱۹۹۹°شرقی |        | ۶۰۰  |
| هل آباد                 | ۳۲°۵۶′۳۹″شمالی ۵۱°۱۴′۰۰″شرقی / ۳۲٫۹۴۴۲°شمالی ۵۱٫۲۳۳۴°شرقی |        | ۶۰۱  |
| وزین                    | ۳۳°۰۶′۱۳″شمالی ۵۱°۰۲′۴۲″شرقی / ۳۳٫۱۰۳۶°شمالی ۵۱٫۰۴۵۱°شرقی |        | ۶۰۲  |
| یرت خلیل                | ۳۳°۱۷′۱۹″شمالی ۵۰°۴۴′۳۷″شرقی / ۳۳٫۲۸۸۵°شمالی ۵۰٫۷۴۳۵°شرقی |        | ۶۰۳  |
| یرت خلیل                | ۳۳°۱۷′۱۴″شمالی ۵۰°۴۵′۲۰″شرقی / ۳۳٫۲۸۷۲°شمالی ۵۰٫۷۵۵۶°شرقی |        | ۶۰۴  |
| آب باریکه               | ۳۲°۴۲′۱۰″شمالی ۵۰°۵۷′۲۲″شرقی / ۳۲٫۷۰۲۹°شمالی ۵۰٫۹۵۶۱°شرقی |        | ۶۰۵  |
| احمدرضا                 | ۳۲°۵۰′۴۵″شمالی ۵۰°۴۹′۲۴″شرقی / ۳۲٫۸۴۵۹°شمالی ۵۰٫۸۲۳۲°شرقی |        | ۶۰۶  |
| اوسوری                  | ۳۲°۴۶′۲۱″شمالی ۵۱°۰۷′۳۷″شرقی / ۳۲٫۷۷۲۵°شمالی ۵۱٫۱۲۶۹°شرقی |        | ۶۰۷  |
| اوسوری                  | ۳۲°۴۶′۰۹″شمالی ۵۱°۰۶′۳۷″شرقی / ۳۲٫۷۶۹۱°شمالی ۵۱٫۱۱۰۳°شرقی |        | ۶۰۸  |
| برزگله                  | ۳۲°۳۸′۰۲″شمالی ۵۱°۰۴′۵۸″شرقی / ۳۲٫۶۳۳۹°شمالی ۵۱٫۰۸۲۹°شرقی |        | ۶۰۹  |
| برزگله                  | ۳۲°۳۶′۱۴″شمالی ۵۱°۰۶′۳۸″شرقی / ۳۲٫۶۰۳۹°شمالی ۵۱٫۱۱۰۶°شرقی |        | ۶۱۰  |
| بل خیر                  | ۳۲°۴۰′۱۵″شمالی ۵۰°۵۹′۴۵″شرقی / ۳۲٫۶۷۰۹°شمالی ۵۰٫۹۹۵۹°شرقی |        | ۶۱۱  |
| بلندعلیمردان            | ۳۲°۴۹′۴۲″شمالی ۵۱°۰۱′۵۸″شرقی / ۳۲٫۸۲۸۳°شمالی ۵۱٫۰۳۲۸°شرقی |        | ۶۱۲  |
| بوالخیر                 | ۳۲°۴۰′۰۷″شمالی ۵۰°۵۹′۵۷″شرقی / ۳۲٫۶۶۸۵°شمالی ۵۰٫۹۹۹۲°شرقی |        | ۶۱۳  |
| بولقوئی                 | ۳۲°۵۷′۰۱″شمالی ۵۰°۵۶′۲۵″شرقی / ۳۲٫۹۵۰۲°شمالی ۵۰٫۹۴۰۴°شرقی |        | ۶۱۴  |
| پارکه چی                | ۳۲°۴۳′۳۹″شمالی ۵۱°۱۱′۴۶″شرقی / ۳۲٫۷۲۷۴°شمالی ۵۱٫۱۹۶۱°شرقی |        | ۶۱۵  |
| پلنگ گالون              | ۳۳°۰۰′۱۹″شمالی ۵۰°۴۶′۴۱″شرقی / ۳۳٫۰۰۵۳°شمالی ۵۰٫۷۷۸۰°شرقی |        | ۶۱۶  |
| پلنگ گالون              | ۳۲°۵۹′۳۸″شمالی ۵۰°۴۷′۴۲″شرقی / ۳۲٫۹۹۳۸°شمالی ۵۰٫۷۹۵۰°شرقی |        | ۶۱۷  |
| تخت توه                 | ۳۲°۴۸′۲۶″شمالی ۵۱°۰۴′۱۷″شرقی / ۳۲٫۸۰۷۱°شمالی ۵۱٫۰۷۱۵°شرقی |        | ۶۱۸  |
| تخت کنده                | ۳۲°۵۹′۰۸″شمالی ۵۰°۴۸′۲۷″شرقی / ۳۲٫۹۸۵۶°شمالی ۵۰٫۸۰۷۶°شرقی |        | ۶۱۹  |
| تختک                    | ۳۲°۵۶′۲۰″شمالی ۵۰°۵۵′۳۵″شرقی / ۳۲٫۹۳۸۸°شمالی ۵۰٫۹۲۶۵°شرقی |        | ۶۲۰  |
| تخته آغل غلوم           | ۳۲°۵۸′۳۰″شمالی ۵۰°۵۱′۳۷″شرقی / ۳۲٫۹۷۴۹°شمالی ۵۰٫۸۶۰۴°شرقی |        | ۶۲۱  |
| تخته بلندها             | ۳۳°۰۱′۰۳″شمالی ۵۰°۴۴′۳۸″شرقی / ۳۳٫۰۱۷۶°شمالی ۵۰٫۷۴۳۸°شرقی |        | ۶۲۲  |
| تخته بلندها             | ۳۳°۰۰′۲۶″شمالی ۵۰°۴۵′۰۶″شرقی / ۳۳٫۰۰۷۳°شمالی ۵۰٫۷۵۱۶°شرقی |        | ۶۲۳  |
| تخته کلنگ               | ۳۳°۰۱′۵۱″شمالی ۵۰°۳۹′۰۰″شرقی / ۳۳٫۰۳۰۸°شمالی ۵۰٫۶۴۹۹°شرقی |        | ۶۲۴  |
| تنگ برزگله              | ۳۲°۳۸′۵۷″شمالی ۵۱°۰۴′۱۱″شرقی / ۳۲٫۶۴۹۱°شمالی ۵۱٫۰۶۹۶°شرقی |        | ۶۲۵  |
| تیره سر                 | ۳۲°۴۷′۴۷″شمالی ۵۱°۰۳′۴۲″شرقی / ۳۲٫۷۹۶۳°شمالی ۵۱٫۰۶۱۶°شرقی |        | ۶۲۶  |
| جازدونی                 | ۳۲°۴۸′۴۹″شمالی ۵۱°۰۳′۱۳″شرقی / ۳۲٫۸۱۳۷°شمالی ۵۱٫۰۵۳۶°شرقی |        | ۶۲۷  |
| چاله کارگاه             | ۳۲°۴۷′۳۰″شمالی ۵۱°۰۴′۲۴″شرقی / ۳۲٫۷۹۱۷°شمالی ۵۱٫۰۷۳۴°شرقی |        | ۶۲۸  |
| چشمه بغل                | ۳۲°۴۱′۴۱″شمالی ۵۰°۵۷′۳۷″شرقی / ۳۲٫۶۹۴۷°شمالی ۵۰٫۹۶۰۲°شرقی |        | ۶۲۹  |
| چشمه بغل                | ۳۲°۵۹′۰۹″شمالی ۵۰°۴۷′۰۰″شرقی / ۳۲٫۹۸۵۸°شمالی ۵۰٫۷۸۳۲°شرقی |        | ۶۳۰  |
| چشمه خداداد             | ۳۲°۵۱′۰۵″شمالی ۵۱°۰۵′۲۴″شرقی / ۳۲٫۸۵۱۵°شمالی ۵۱٫۰۸۹۹°شرقی |        | ۶۳۱  |
| چشمه خرسک               | ۳۲°۴۹′۴۲″شمالی ۵۱°۰۵′۱۷″شرقی / ۳۲٫۸۲۸۲°شمالی ۵۱٫۰۸۸۰°شرقی |        | ۶۳۲  |
| چشمه سنجد               | ۳۲°۴۷′۳۷″شمالی ۵۱°۱۱′۵۴″شرقی / ۳۲٫۷۹۳۷°شمالی ۵۱٫۱۹۸۴°شرقی |        | ۶۳۳  |
| چنگر                    | ۳۳°۰۱′۵۴″شمالی ۵۰°۴۱′۴۸″شرقی / ۳۳٫۰۳۱۷°شمالی ۵۰٫۶۹۶۶°شرقی |        | ۶۳۴  |
| چنگی                    | ۳۲°۴۱′۳۶″شمالی ۵۱°۰۱′۰۵″شرقی / ۳۲٫۶۹۳۳°شمالی ۵۱٫۰۱۸۱°شرقی |        | ۶۳۵  |
| خرسک                    | ۳۲°۴۸′۵۵″شمالی ۵۱°۰۵′۰۷″شرقی / ۳۲٫۸۱۵۴°شمالی ۵۱٫۰۸۵۲°شرقی |        | ۶۳۶  |
| دالان                   | ۳۲°۴۹′۵۷″شمالی ۵۰°۴۵′۵۵″شرقی / ۳۲٫۸۳۲۶°شمالی ۵۰٫۷۶۵۳°شرقی |        | ۶۳۷  |
| دالان                   | ۳۲°۴۸′۵۵″شمالی ۵۰°۴۹′۰۶″شرقی / ۳۲٫۸۱۵۳°شمالی ۵۰٫۸۱۸۲°شرقی |        | ۶۳۸  |
| دره خرسنک               | ۳۲°۵۸′۲۳″شمالی ۵۰°۴۸′۴۸″شرقی / ۳۲٫۹۷۳۰°شمالی ۵۰٫۸۱۳۳°شرقی |        | ۶۳۹  |
| دره فرخ                 | ۳۲°۴۹′۵۴″شمالی ۵۱°۰۱′۱۳″شرقی / ۳۲٫۸۳۱۷°شمالی ۵۱٫۰۲۰۴°شرقی |        | ۶۴۰  |
| دره قیاس                | ۳۲°۵۸′۲۱″شمالی ۵۰°۴۶′۲۷″شرقی / ۳۲٫۹۷۲۵°شمالی ۵۰٫۷۷۴۱°شرقی |        | ۶۴۱  |
| دره لیلا                | ۳۲°۵۸′۳۸″شمالی ۵۰°۴۹′۲۸″شرقی / ۳۲٫۹۷۷۱°شمالی ۵۰٫۸۲۴۵°شرقی |        | ۶۴۲  |
| دروغ آب                 | ۳۲°۵۵′۴۵″شمالی ۵۰°۴۹′۳۴″شرقی / ۳۲٫۹۲۹۳°شمالی ۵۰٫۸۲۶۱°شرقی |        | ۶۴۳  |
| دشتک                    | ۳۲°۵۸′۲۵″شمالی ۵۰°۴۱′۰۰″شرقی / ۳۲٫۹۷۳۵°شمالی ۵۰٫۶۸۳۲°شرقی |        | ۶۴۴  |
| دوراج بالائی            | ۳۲°۵۷′۲۶″شمالی ۵۰°۴۹′۰۳″شرقی / ۳۲٫۹۵۷۳°شمالی ۵۰٫۸۱۷۶°شرقی |        | ۶۴۵  |
| دوراج پایین             | ۳۲°۵۶′۴۴″شمالی ۵۰°۵۰′۳۷″شرقی / ۳۲٫۹۴۵۵°شمالی ۵۰٫۸۴۳۶°شرقی |        | ۶۴۶  |
| دوشاخ بلند              | ۳۲°۴۹′۰۶″شمالی ۵۱°۰۲′۵۳″شرقی / ۳۲٫۸۱۸۲°شمالی ۵۱٫۰۴۸۱°شرقی |        | ۶۴۷  |
| دولائی                  | ۳۲°۵۵′۳۶″شمالی ۵۰°۵۱′۴۰″شرقی / ۳۲٫۹۲۶۶°شمالی ۵۰٫۸۶۱۲°شرقی |        | ۶۴۸  |
| زردبلند                 | ۳۲°۵۸′۱۳″شمالی ۵۰°۵۲′۵۳″شرقی / ۳۲٫۹۷۰۲°شمالی ۵۰٫۸۸۱۳°شرقی |        | ۶۴۹  |
| زردبلند                 | ۳۲°۵۸′۰۵″شمالی ۵۰°۵۲′۱۴″شرقی / ۳۲٫۹۶۸۱°شمالی ۵۰٫۸۷۰۵°شرقی |        | ۶۵۰  |
| زلول                    | ۳۲°۴۷′۱۲″شمالی ۵۱°۰۷′۴۹″شرقی / ۳۲٫۷۸۶۸°شمالی ۵۱٫۱۳۰۴°شرقی |        | ۶۵۱  |
| زلول                    | ۳۲°۴۷′۱۳″شمالی ۵۱°۰۶′۵۸″شرقی / ۳۲٫۷۸۶۹°شمالی ۵۱٫۱۱۶۰°شرقی |        | ۶۵۲  |
| زهیل                    | ۳۲°۵۴′۳۷″شمالی ۵۱°۰۰′۲۰″شرقی / ۳۲٫۹۱۰۴°شمالی ۵۱٫۰۰۵۶°شرقی |        | ۶۵۳  |
| سختان زرد               | ۳۲°۵۸′۳۱″شمالی ۵۰°۴۳′۱۱″شرقی / ۳۲٫۹۷۵۴°شمالی ۵۰٫۷۱۹۷°شرقی |        | ۶۵۴  |
| سرخ                     | ۳۲°۳۲′۵۸″شمالی ۵۱°۱۰′۱۳″شرقی / ۳۲٫۵۴۹۵°شمالی ۵۱٫۱۷۰۴°شرقی |        | ۶۵۵  |
| سرریز                   | ۳۳°۰۰′۴۳″شمالی ۵۰°۳۹′۲۴″شرقی / ۳۳٫۰۱۱۹°شمالی ۵۰٫۶۵۶۷°شرقی |        | ۶۵۶  |
| سه چشمه                 | ۳۲°۵۰′۲۷″شمالی ۵۱°۰۴′۲۳″شرقی / ۳۲٫۸۴۰۸°شمالی ۵۱٫۰۷۳۰°شرقی |        | ۶۵۷  |
| سه کوه                  | ۳۲°۳۳′۲۳″شمالی ۵۱°۰۳′۳۳″شرقی / ۳۲٫۵۵۶۴°شمالی ۵۱٫۰۵۹۱°شرقی |        | ۶۵۸  |
| سه کوه                  | ۳۲°۳۳′۲۰″شمالی ۵۱°۰۲′۱۱″شرقی / ۳۲٫۵۵۵۵°شمالی ۵۱٫۰۳۶۴°شرقی |        | ۶۵۹  |
| سه کوه کوچک             | ۳۲°۳۴′۰۴″شمالی ۵۱°۰۵′۱۸″شرقی / ۳۲٫۵۶۷۸°شمالی ۵۱٫۰۸۸۳°شرقی |        | ۶۶۰  |
| سیاه بزرگه              | ۳۲°۴۴′۵۴″شمالی ۵۰°۵۹′۴۳″شرقی / ۳۲٫۷۴۸۴°شمالی ۵۰٫۹۹۵۳°شرقی |        | ۶۶۱  |
| شاهقلی                  | ۳۲°۴۹′۴۰″شمالی ۵۱°۰۸′۲۵″شرقی / ۳۲٫۸۲۷۸°شمالی ۵۱٫۱۴۰۲°شرقی |        | ۶۶۲  |
| شیت اوه                 | ۳۲°۵۲′۰۶″شمالی ۵۰°۵۸′۲۴″شرقی / ۳۲٫۸۶۸۲°شمالی ۵۰٫۹۷۳۴°شرقی |        | ۶۶۳  |
| عسلی                    | ۳۲°۵۷′۳۸″شمالی ۵۰°۴۵′۱۹″شرقی / ۳۲٫۹۶۰۶°شمالی ۵۰٫۷۵۵۴°شرقی |        | ۶۶۴  |
| قاچ سیدی                | ۳۲°۳۴′۲۱″شمالی ۵۰°۵۹′۳۱″شرقی / ۳۲٫۵۷۲۴°شمالی ۵۰٫۹۹۲۰°شرقی |        | ۶۶۵  |
| قاراتپه                 | ۳۲°۳۸′۳۹″شمالی ۵۱°۰۹′۲۷″شرقی / ۳۲٫۶۴۴۳°شمالی ۵۱٫۱۵۷۶°شرقی |        | ۶۶۶  |
| قالاورخانه              | ۳۲°۵۷′۴۱″شمالی ۵۰°۴۷′۱۴″شرقی / ۳۲٫۹۶۱۳°شمالی ۵۰٫۷۸۷۲°شرقی |        | ۶۶۷  |
| قلاورخانه               | ۳۲°۵۰′۱۰″شمالی ۵۱°۰۰′۰۹″شرقی / ۳۲٫۸۳۶۲°شمالی ۵۱٫۰۰۲۵°شرقی |        | ۶۶۸  |
| قلعه                    | ۳۲°۵۱′۵۴″شمالی ۵۰°۴۶′۱۸″شرقی / ۳۲٫۸۶۴۹°شمالی ۵۰٫۷۷۱۶°شرقی |        | ۶۶۹  |
| قمیشلو                  | ۳۲°۵۰′۱۲″شمالی ۵۱°۱۱′۱۱″شرقی / ۳۲٫۸۳۶۷°شمالی ۵۱٫۱۸۶۴°شرقی |        | ۶۷۰  |
| قندیلک                  | ۳۲°۵۳′۱۹″شمالی ۵۰°۵۷′۵۷″شرقی / ۳۲٫۸۸۸۷°شمالی ۵۰٫۹۶۵۸°شرقی |        | ۶۷۱  |
| قیاق دره                | ۳۲°۴۲′۱۸″شمالی ۵۰°۵۲′۳۵″شرقی / ۳۲٫۷۰۴۹°شمالی ۵۰٫۸۷۶۳°شرقی |        | ۶۷۲  |
| کال آخوندی              | ۳۲°۳۷′۴۳″شمالی ۵۱°۰۶′۲۶″شرقی / ۳۲٫۶۲۸۷°شمالی ۵۱٫۱۰۷۳°شرقی |        | ۶۷۳  |
| کپه پلنگ                | ۳۲°۵۰′۰۸″شمالی ۵۱°۰۹′۰۶″شرقی / ۳۲٫۸۳۵۶°شمالی ۵۱٫۱۵۱۷°شرقی |        | ۶۷۴  |
| کپه لوک                 | ۳۲°۴۲′۴۸″شمالی ۵۰°۵۶′۲۴″شرقی / ۳۲٫۷۱۳۴°شمالی ۵۰٫۹۴۰۱°شرقی |        | ۶۷۵  |
| کفترشاه                 | ۳۲°۴۴′۲۷″شمالی ۵۱°۱۲′۱۰″شرقی / ۳۲٫۷۴۰۷°شمالی ۵۱٫۲۰۲۹°شرقی |        | ۶۷۶  |
| کلنگ کیز                | ۳۳°۰۰′۴۲″شمالی ۵۰°۳۷′۳۲″شرقی / ۳۳٫۰۱۱۸°شمالی ۵۰٫۶۲۵۶°شرقی |        | ۶۷۷  |
| کلنگ کیز                | ۳۳°۰۰′۴۰″شمالی ۵۰°۳۷′۱۰″شرقی / ۳۳٫۰۱۱۲°شمالی ۵۰٫۶۱۹۴°شرقی |        | ۶۷۸  |
| کماسون                  | ۳۲°۴۳′۴۳″شمالی ۵۰°۵۴′۰۹″شرقی / ۳۲٫۷۲۸۶°شمالی ۵۰٫۹۰۲۵°شرقی |        | ۶۷۹  |
| کماسون                  | ۳۲°۴۵′۳۵″شمالی ۵۰°۵۲′۲۱″شرقی / ۳۲٫۷۵۹۷°شمالی ۵۰٫۸۷۲۴°شرقی |        | ۶۸۰  |
| کمردون                  | ۳۲°۴۱′۴۷″شمالی ۵۱°۰۷′۳۷″شرقی / ۳۲٫۶۹۶۵°شمالی ۵۱٫۱۲۷۰°شرقی |        | ۶۸۱  |
| کمرقالبه                | ۳۲°۴۱′۳۰″شمالی ۵۱°۰۸′۲۸″شرقی / ۳۲٫۶۹۱۷°شمالی ۵۱٫۱۴۱۲°شرقی |        | ۶۸۲  |
| کوچک                    | ۳۲°۴۸′۱۸″شمالی ۵۱°۰۲′۴۷″شرقی / ۳۲٫۸۰۴۹°شمالی ۵۱٫۰۴۶۳°شرقی |        | ۶۸۳  |
| کوشکه چی                | ۳۲°۴۰′۵۵″شمالی ۵۱°۰۷′۵۸″شرقی / ۳۲٫۶۸۲۰°شمالی ۵۱٫۱۳۲۹°شرقی |        | ۶۸۴  |
| کوهان                   | ۳۲°۴۰′۳۹″شمالی ۵۱°۰۹′۲۴″شرقی / ۳۲٫۶۷۷۵°شمالی ۵۱٫۱۵۶۸°شرقی |        | ۶۸۵  |
| گدارتختک                | ۳۲°۵۴′۴۶″شمالی ۵۰°۵۷′۳۱″شرقی / ۳۲٫۹۱۲۹°شمالی ۵۰٫۹۵۸۷°شرقی |        | ۶۸۶  |
| گدارجیران               | ۳۲°۴۷′۵۵″شمالی ۵۰°۵۰′۲۸″شرقی / ۳۲٫۷۹۸۶°شمالی ۵۰٫۸۴۱۱°شرقی |        | ۶۸۷  |
| گدارسرخ                 | ۳۲°۴۴′۴۱″شمالی ۵۰°۵۳′۲۲″شرقی / ۳۲٫۷۴۴۸°شمالی ۵۰٫۸۸۹۴°شرقی |        | ۶۸۸  |
| گدارسرخ                 | ۳۲°۴۶′۲۷″شمالی ۵۰°۵۱′۳۴″شرقی / ۳۲٫۷۷۴۲°شمالی ۵۰٫۸۵۹۵°شرقی |        | ۶۸۹  |
| گدارگورکافر             | ۳۲°۴۹′۰۷″شمالی ۵۱°۰۳′۴۹″شرقی / ۳۲٫۸۱۸۷°شمالی ۵۱٫۰۶۳۶°شرقی |        | ۶۹۰  |
| گری                     | ۳۲°۵۱′۵۰″شمالی ۵۰°۴۳′۳۴″شرقی / ۳۲٫۸۶۳۸°شمالی ۵۰٫۷۲۶۰°شرقی |        | ۶۹۱  |
| گل سرخی                 | ۳۲°۵۰′۳۶″شمالی ۵۱°۰۰′۰۹″شرقی / ۳۲٫۸۴۳۳°شمالی ۵۱٫۰۰۲۵°شرقی |        | ۶۹۲  |
| گودخمره                 | ۳۲°۵۰′۰۷″شمالی ۵۱°۰۰′۳۴″شرقی / ۳۲٫۸۳۵۴°شمالی ۵۱٫۰۰۹۵°شرقی |        | ۶۹۳  |
| لاسمیون                 | ۳۲°۴۵′۵۴″شمالی ۵۱°۰۸′۴۸″شرقی / ۳۲٫۷۶۵۱°شمالی ۵۱٫۱۴۶۶°شرقی |        | ۶۹۴  |
| لم بلاغ                 | ۳۲°۳۴′۴۰″شمالی ۵۱°۰۷′۴۸″شرقی / ۳۲٫۵۷۷۹°شمالی ۵۱٫۱۲۹۹°شرقی |        | ۶۹۵  |
| لنگه                    | ۳۲°۴۰′۲۴″شمالی ۵۱°۰۲′۵۳″شرقی / ۳۲٫۶۷۳۴°شمالی ۵۱٫۰۴۸۰°شرقی |        | ۶۹۶  |
| محمود                   | ۳۲°۵۶′۳۵″شمالی ۵۰°۴۹′۰۲″شرقی / ۳۲٫۹۴۳۰°شمالی ۵۰٫۸۱۷۳°شرقی |        | ۶۹۷  |
| مرغ سنگوئی              | ۳۲°۵۹′۰۹″شمالی ۵۰°۴۹′۳۲″شرقی / ۳۲٫۹۸۵۸°شمالی ۵۰٫۸۲۵۶°شرقی |        | ۶۹۸  |
| مهرتله قوت              | ۳۲°۳۲′۱۳″شمالی ۵۱°۰۱′۲۲″شرقی / ۳۲٫۵۳۶۹°شمالی ۵۱٫۰۲۲۸°شرقی |        | ۶۹۹  |
| مهرچشمه سنگ             | ۳۲°۴۱′۲۲″شمالی ۵۰°۵۵′۱۸″شرقی / ۳۲٫۶۸۹۴°شمالی ۵۰٫۹۲۱۶°شرقی |        | ۷۰۰  |
| مهرچیل                  | ۳۲°۳۸′۲۰″شمالی ۵۰°۵۹′۳۳″شرقی / ۳۲٫۶۳۸۹°شمالی ۵۰٫۹۹۲۵°شرقی |        | ۷۰۱  |
| مورباباشیخ علی          | ۳۲°۳۸′۰۶″شمالی ۵۱°۰۳′۱۶″شرقی / ۳۲٫۶۳۴۹°شمالی ۵۱٫۰۵۴۵°شرقی |        | ۷۰۲  |
| موشک                    | ۳۲°۵۹′۴۵″شمالی ۵۰°۴۵′۴۱″شرقی / ۳۲٫۹۹۵۹°شمالی ۵۰٫۷۶۱۵°شرقی |        | ۷۰۳  |
| میان کوه                | ۳۲°۵۹′۲۷″شمالی ۵۰°۴۱′۱۴″شرقی / ۳۲٫۹۹۰۹°شمالی ۵۰٫۶۸۷۳°شرقی |        | ۷۰۴  |
| میانه کوه               | ۳۳°۰۰′۵۰″شمالی ۵۰°۳۸′۵۵″شرقی / ۳۳٫۰۱۴۰°شمالی ۵۰٫۶۴۸۶°شرقی |        | ۷۰۵  |
| وجین بالا               | ۳۲°۴۴′۲۷″شمالی ۵۱°۰۸′۱۸″شرقی / ۳۲٫۷۴۰۸°شمالی ۵۱٫۱۳۸۴°شرقی |        | ۷۰۶  |
| وجین پائین              | ۳۲°۴۳′۲۵″شمالی ۵۱°۰۹′۳۹″شرقی / ۳۲٫۷۲۳۶°شمالی ۵۱٫۱۶۰۹°شرقی |        | ۷۰۷  |
| آقاچلی دره              | ۳۲°۴۴′۱۱″شمالی ۵۰°۴۷′۴۹″شرقی / ۳۲٫۷۳۶۳°شمالی ۵۰٫۷۹۶۹°شرقی |        | ۷۰۸  |
| امام آقاجی              | ۳۲°۴۲′۰۹″شمالی ۵۰°۴۶′۱۲″شرقی / ۳۲٫۷۰۲۶°شمالی ۵۰٫۷۷۰۰°شرقی |        | ۷۰۹  |
| باباجوق                 | ۳۲°۴۵′۳۰″شمالی ۵۰°۲۹′۱۱″شرقی / ۳۲٫۷۵۸۲°شمالی ۵۰٫۴۸۶۴°شرقی |        | ۷۱۰  |
| بابادگان                | ۳۲°۴۳′۵۳″شمالی ۵۰°۳۴′۵۲″شرقی / ۳۲٫۷۳۱۵°شمالی ۵۰٫۵۸۱۰°شرقی |        | ۷۱۱  |
| بزی نو                  | ۳۲°۴۸′۱۰″شمالی ۵۰°۴۸′۳۶″شرقی / ۳۲٫۸۰۲۹°شمالی ۵۰٫۸۰۹۹°شرقی |        | ۷۱۲  |
| بنواسنکی                | ۳۲°۳۶′۰۰″شمالی ۵۰°۱۴′۰۱″شرقی / ۳۲٫۵۹۹۹°شمالی ۵۰٫۲۳۳۷°شرقی |        | ۷۱۳  |
| بنواسنکی                | ۳۲°۳۵′۲۱″شمالی ۵۰°۱۵′۰۵″شرقی / ۳۲٫۵۸۹۳°شمالی ۵۰٫۲۵۱۴°شرقی |        | ۷۱۴  |
| بهدادکوه                | ۳۲°۳۸′۰۹″شمالی ۵۰°۱۷′۳۰″شرقی / ۳۲٫۶۳۵۷°شمالی ۵۰٫۲۹۱۷°شرقی |        | ۷۱۵  |
| بهدادکوه                | ۳۲°۳۵′۵۲″شمالی ۵۰°۲۰′۱۰″شرقی / ۳۲٫۵۹۷۷°شمالی ۵۰٫۳۳۶۱°شرقی |        | ۷۱۶  |
| بیدک                    | ۳۲°۴۹′۵۷″شمالی ۵۰°۳۲′۳۳″شرقی / ۳۲٫۸۳۲۴°شمالی ۵۰٫۵۴۲۴°شرقی |        | ۷۱۷  |
| پایه پایه               | ۳۲°۴۳′۴۸″شمالی ۵۰°۲۲′۳۵″شرقی / ۳۲٫۷۲۹۹°شمالی ۵۰٫۳۷۶۴°شرقی |        | ۷۱۸  |
| پایه پایه               | ۳۲°۴۴′۳۲″شمالی ۵۰°۲۱′۵۸″شرقی / ۳۲٫۷۴۲۲°شمالی ۵۰٫۳۶۶۲°شرقی |        | ۷۱۹  |
| جگری                    | ۳۲°۳۸′۳۳″شمالی ۵۰°۲۲′۴۵″شرقی / ۳۲٫۶۴۲۵°شمالی ۵۰٫۳۷۹۲°شرقی |        | ۷۲۰  |
| جمالو                   | ۳۲°۴۳′۰۵″شمالی ۵۰°۳۴′۵۴″شرقی / ۳۲٫۷۱۸۰°شمالی ۵۰٫۵۸۱۶°شرقی |        | ۷۲۱  |
| جهان کهریزی             | ۳۲°۴۸′۲۲″شمالی ۵۰°۳۲′۳۶″شرقی / ۳۲٫۸۰۶۲°شمالی ۵۰٫۵۴۳۲°شرقی |        | ۷۲۲  |
| چال گاو                 | ۳۲°۵۵′۴۶″شمالی ۵۰°۳۴′۲۶″شرقی / ۳۲٫۹۲۹۵°شمالی ۵۰٫۵۷۳۸°شرقی |        | ۷۲۳  |
| چهل دختران              | ۳۲°۵۳′۴۲″شمالی ۵۰°۴۱′۱۶″شرقی / ۳۲٫۸۹۴۹°شمالی ۵۰٫۶۸۷۸°شرقی |        | ۷۲۴  |
| خراج                    | ۳۲°۴۱′۱۷″شمالی ۵۰°۱۸′۴۴″شرقی / ۳۲٫۶۸۸۰°شمالی ۵۰٫۳۱۲۱°شرقی |        | ۷۲۵  |
| خشتی                    | ۳۲°۳۳′۱۳″شمالی ۵۰°۲۰′۵۲″شرقی / ۳۲٫۵۵۳۷°شمالی ۵۰٫۳۴۷۹°شرقی |        | ۷۲۶  |
| داش قازان بورنه         | ۳۲°۴۲′۰۶″شمالی ۵۰°۳۷′۵۴″شرقی / ۳۲٫۷۰۱۷°شمالی ۵۰٫۶۳۱۶°شرقی |        | ۷۲۷  |
| دالان                   | ۳۲°۵۴′۴۸″شمالی ۵۰°۳۶′۲۹″شرقی / ۳۲٫۹۱۳۲°شمالی ۵۰٫۶۰۸۰°شرقی |        | ۷۲۸  |
| دالان                   | ۳۲°۵۱′۵۱″شمالی ۵۰°۴۱′۲۸″شرقی / ۳۲٫۸۶۴۲°شمالی ۵۰٫۶۹۱۰°شرقی |        | ۷۲۹  |
| دالان کوه               | ۳۲°۵۵′۵۱″شمالی ۵۰°۳۸′۱۴″شرقی / ۳۲٫۹۳۰۷°شمالی ۵۰٫۶۳۷۱°شرقی |        | ۷۳۰  |
| دالان کوه               | ۳۲°۵۳′۳۵″شمالی ۵۰°۳۸′۵۶″شرقی / ۳۲٫۸۹۳۰°شمالی ۵۰٫۶۴۹۰°شرقی |        | ۷۳۱  |
| دالان کوه               | ۳۲°۵۶′۴۲″شمالی ۵۰°۳۳′۴۵″شرقی / ۳۲٫۹۴۵۰°شمالی ۵۰٫۵۶۲۵°شرقی |        | ۷۳۲  |
| دره درگاه               | ۳۲°۵۶′۵۷″شمالی ۵۰°۳۰′۲۳″شرقی / ۳۲٫۹۴۹۱°شمالی ۵۰٫۵۰۶۳°شرقی |        | ۷۳۳  |
| دره دیمه                | ۳۲°۴۳′۲۹″شمالی ۵۰°۱۹′۰۱″شرقی / ۳۲٫۷۲۴۶°شمالی ۵۰٫۳۱۷۰°شرقی |        | ۷۳۴  |
| سارتپه                  | ۳۲°۴۱′۳۴″شمالی ۵۰°۲۳′۳۶″شرقی / ۳۲٫۶۹۲۹°شمالی ۵۰٫۳۹۳۲°شرقی |        | ۷۳۵  |
| ساری گونی               | ۳۲°۵۳′۰۰″شمالی ۵۰°۲۸′۰۷″شرقی / ۳۲٫۸۸۳۲°شمالی ۵۰٫۴۶۸۶°شرقی |        | ۷۳۶  |
| سختون نشاط              | ۳۲°۵۷′۱۴″شمالی ۵۰°۳۱′۵۸″شرقی / ۳۲٫۹۵۳۹°شمالی ۵۰٫۵۳۲۹°شرقی |        | ۷۳۷  |
| سفید                    | ۳۲°۴۶′۲۲″شمالی ۵۰°۱۹′۳۷″شرقی / ۳۲٫۷۷۲۷°شمالی ۵۰٫۳۲۶۹°شرقی |        | ۷۳۸  |
| سنجه تک                 | ۳۲°۵۱′۵۱″شمالی ۵۰°۲۹′۳۰″شرقی / ۳۲٫۸۶۴۲°شمالی ۵۰٫۴۹۱۸°شرقی |        | ۷۳۹  |
| شتران                   | ۳۲°۳۸′۲۲″شمالی ۵۰°۱۹′۱۲″شرقی / ۳۲٫۶۳۹۴°شمالی ۵۰٫۳۲۰۱°شرقی |        | ۷۴۰  |
| شیدا                    | ۳۲°۳۹′۵۸″شمالی ۵۰°۲۱′۲۷″شرقی / ۳۲٫۶۶۶۱°شمالی ۵۰٫۳۵۷۴°شرقی |        | ۷۴۱  |
| کشکه لک                 | ۳۲°۵۵′۳۳″شمالی ۵۰°۳۳′۳۱″شرقی / ۳۲٫۹۲۵۸°شمالی ۵۰٫۵۵۸۷°شرقی |        | ۷۴۲  |
| کله                     | ۳۲°۳۷′۱۹″شمالی ۵۰°۳۰′۱۸″شرقی / ۳۲٫۶۲۲۰°شمالی ۵۰٫۵۰۵۰°شرقی |        | ۷۴۳  |
| گدارهیمه یورد           | ۳۲°۴۶′۲۷″شمالی ۵۰°۴۸′۵۴″شرقی / ۳۲٫۷۷۴۱°شمالی ۵۰٫۸۱۴۹°شرقی |        | ۷۴۴  |
| گردسیدال                | ۳۲°۴۲′۱۸″شمالی ۵۰°۲۲′۴۱″شرقی / ۳۲٫۷۰۴۹°شمالی ۵۰٫۳۷۸۱°شرقی |        | ۷۴۵  |
| گرگونک                  | ۳۲°۳۵′۱۲″شمالی ۵۰°۱۶′۵۲″شرقی / ۳۲٫۵۸۶۷°شمالی ۵۰٫۲۸۱۱°شرقی |        | ۷۴۶  |
| گل خانی                 | ۳۲°۴۳′۲۲″شمالی ۵۰°۲۳′۲۵″شرقی / ۳۲٫۷۲۲۹°شمالی ۵۰٫۳۹۰۴°شرقی |        | ۷۴۷  |
| مشهد                    | ۳۲°۴۳′۵۳″شمالی ۵۰°۲۹′۱۳″شرقی / ۳۲٫۷۳۱۵°شمالی ۵۰٫۴۸۷۰°شرقی |        | ۷۴۸  |
| مصلی                    | ۳۲°۴۵′۱۲″شمالی ۵۰°۲۷′۱۳″شرقی / ۳۲٫۷۵۳۴°شمالی ۵۰٫۴۵۳۶°شرقی |        | ۷۴۹  |
| ورباد                   | ۳۲°۳۵′۵۳″شمالی ۵۰°۲۲′۵۸″شرقی / ۳۲٫۵۹۸۰°شمالی ۵۰٫۳۸۲۷°شرقی |        | ۷۵۰  |
| یال گرم دره             | ۳۲°۴۳′۱۰″شمالی ۵۰°۴۹′۰۶″شرقی / ۳۲٫۷۱۹۵°شمالی ۵۰٫۸۱۸۳°شرقی |        | ۷۵۱  |